# Kylian Mbappé
Pour les articles homonymes, voir Mbappé.
Kylian Mbappé (prononcé /ki.ljan m͡ba.pe/ ), né le 20 décembre 1998 à Paris en France, est un footballeur international français qui évolue au poste d'attaquant au Real Madrid. Considéré comme l’un des meilleurs joueurs du monde,, il est reconnu pour ses capacités de percussion et sa très grande vitesse.
Ayant grandi à Bondy en banlieue parisienne, Mbappé commence sa carrière professionnelle en 2015 à l’AS Monaco où il démontre sa précocité et remporte la Ligue 1 2016-2017. À l’issue de cette saison, il rejoint le Paris Saint-Germain, d'abord sous forme de prêt puis par un transfert de 180 millions d’euros, le deuxième montant le plus élevé de l’histoire derrière Neymar. Avec le PSG, l’attaquant remporte de nombreux trophées nationaux dont six championnats et atteint la finale de la Ligue des champions en 2020. Meilleur buteur de l'histoire du club et six années d'affilée celui du championnat de France, il est le footballeur le plus récompensé aux trophées UNFP (cinq fois meilleur joueur de Ligue 1 et trois fois meilleur espoir). À l'issue de la saison 2023-2024, il rejoint pour cinq ans le Real Madrid. En 2025, au bout de sa première saison au Real, il termine meilleur buteur du championnat espagnol et Soulier d'or européen. 
Au niveau international, Mbappé fait ses débuts en équipe de France A en 2017 à l’âge de 18 ans. Lors de la Coupe du monde 2018 en Russie, il devient le deuxième plus jeune joueur après le Brésilien Pelé à inscrire un doublé en phase finale (en huitième face à l'Argentine) et à marquer lors de la finale, remportée 4-2 face à la Croatie. Buteur à quatre reprises, il est désigné meilleur jeune joueur de la compétition. La réussite le fuit cependant à l'Euro 2020 où il rate un tir au but qui précipite l'élimination de la France en huitièmes de finale face à la Suisse. Il remporte ensuite la Ligue des nations en 2021, puis lors du Mondial 2022 disputé au Qatar, aide la France à se hisser à nouveau en finale où Mbappé inscrit un triplé (le premier depuis l'Anglais Geoff Hurst en 1966) devenant ainsi le meilleur buteur de l’histoire à ce stade de la compétition. Malgré la défaite aux tirs au but contre l’Argentine, il termine meilleur buteur de l’édition avec huit buts. À l'issue de la compétition, le sélectionneur Didier Deschamps le désigne capitaine de l'équipe de France. Lors de l'édition 2024 disputée en Allemagne, il traverse la compétition hors de forme, avec un nez cassé et sans peser sur la compétition. 
Très populaire, Mbappé fait partie des sportifs les plus médiatisés et les plus suivis en France sur les réseaux sociaux. Il est l'un des joueurs les mieux rémunérés au monde, apparaît dans de nombreux contenus publicitaires et soutient plusieurs associations. Par ailleurs, il est actionnaire majoritaire du Stade Malherbe Caen à hauteur de 80 % grâce à son fonds d'investissement Coalition Capital.

## Biographie

### Jeunesse et formation
Kylian Mbappé Lottin est né le 20 décembre 1998 dans le 19e arrondissement de Paris, en Île-de-France,,.
Il est issu d'une famille de sportifs. Son père, Wilfrid Mbappé Lottin, né à Douala au Cameroun de parents duala, est un ancien footballeur de niveau régional devenu entraîneur des moins de 15 ans à l'Association sportive de Bondy (banlieue nord-est parisienne). Sa mère, Fayza Lamari, est née à Bondy de parents algériens, des Kabyles originaires d'Amizour (wilaya de Béjaïa, petite Kabylie),,, elle a été handballeuse dans ce même club en division 1 jusqu'en 2001. Pacsés en 2016, ses parents se séparent en 2022. Ils élevent Jirès Kembo Ekoko (né en 1988, fils du footballeur international zaïrois Jean Kembo uba Kembo) peu après son arrivée enfant en France en 1999. De ce fait, Kylian le considère comme son grand frère. Jirès devient joueur professionnel de football en 2006, après une formation suivie au Stade rennais FC. Kylian a un frère de huit ans son cadet, Ethan, également footballeur.
Enfant, Kylian Mbappé est scolarisé dans un établissement privé catholique à Bondy, où il est considéré comme surdoué scolairement, mais extrêmement turbulent.
En 2004, il commence le football à l'AS Bondy, club de 750 licenciés dont sont issus des joueurs professionnels tels Sébastien Corchia, Steven Joseph-Monrose et Jonathan Ikoné.
En 2011, il est sélectionné dans la génération 1998 du centre de l'Institut national du football de Clairefontaine avec Arnaud Nordin notamment, dont la formation est suivie par deux journalistes du service Sport du Monde. Il entre au collège Catherine-de-Vivonne à Rambouillet et joue toujours le week-end avec l'AS Bondy. À l'issue de la préformation à Clairefontaine, en 2013, il est en contact avec plusieurs clubs, en France, dont les Girondins de Bordeaux, où ses parents rencontrent Yannick Stopyra, et le Stade Malherbe de Caen, avec lequel est noué un accord de principe,, et à l'étranger (le Real Madrid, Chelsea, etc.). Il rejoint finalement le centre de formation de l'AS Monaco, dont l'équipe première fait son retour en Ligue 1,.
Il poursuit sa progression : en septembre 2014, il est sélectionné à deux reprises en équipe de France des moins de 17 ans. Il commence la saison 2015-2016 en marquant trois doublés consécutifs avec l'équipe des moins de 19 ans de l'AS Monaco. Il fait peu après ses débuts en équipe réserve, en CFA, avec laquelle il marque ses premiers buts en novembre 2015.
En septembre 2016, il obtient le baccalauréat sciences et technologies du management et de la gestion. À ce sujet, il déclare : « J'avais besoin de ce diplôme pour mes projets d'après-carrière, dont celui de devenir entraîneur. ».

### Carrière en club

#### AS Monaco (2015-2017)

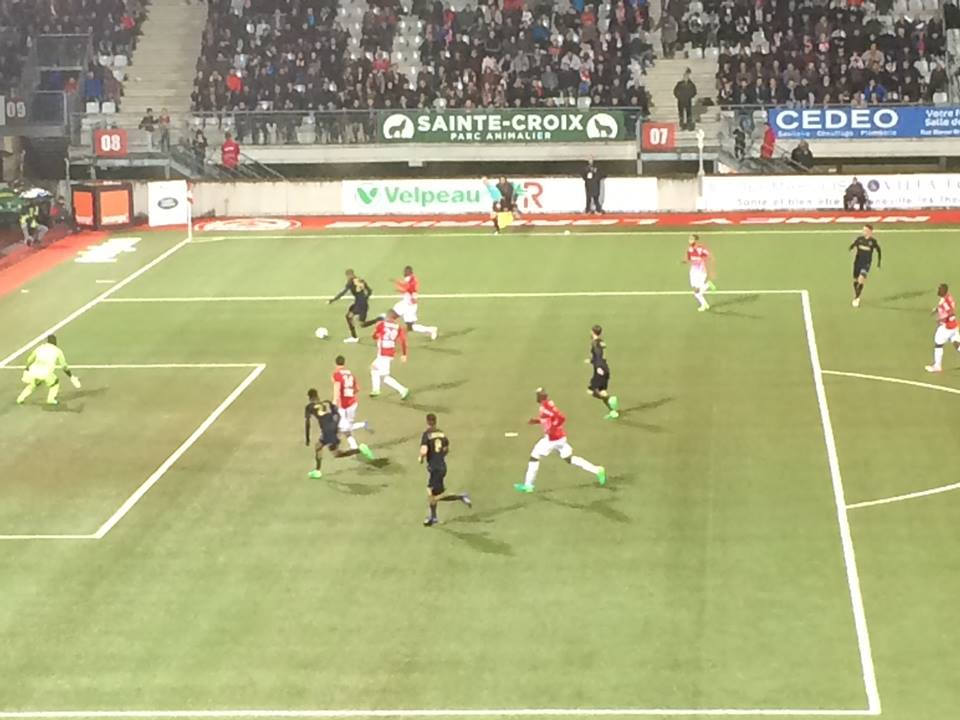
Kylian Mbappé déborde avant de délivrer une passe décisive à Thomas Lemar sur un centre au second poteau, le 6 mai 2017 en Ligue 1 contre l'AS Nancy-Lorraine au stade Marcel-Picot.

Kylian Mbappé fait ses débuts en Ligue 1 le 2 décembre 2015 lors d'un match nul 1-1 à domicile contre le Stade Malherbe de Caen, alors qu'il n'a pas encore 17 ans (16 ans et 11 mois), il remplace Fábio Coentrão à la 88e minute et devient le plus jeune joueur à porter le maillot professionnel de l'AS Monaco en L1, battant l'ancien record, qui appartenait à Thierry Henry depuis 1994,. Ce record sera battu par Pietro Pellegri en 2018. Le 20 février 2016, Kylian Mbappé marque son premier but en tant que professionnel, lors du temps additionnel face à ES Troyes AC (3-1). À l'âge de 17 ans et 62 jours, il devient à cette occasion le plus jeune buteur de l'histoire de l'AS Monaco, en battant le record de précocité de Thierry Henry,,. Le 6 mars 2016, après une négociation médiatisée, Kylian Mbappé signe son premier contrat professionnel d'une durée de trois ans, le liant à l'ASM jusqu'en juin 2019.
Avec les moins de 19 ans de Monaco, il remporte la Coupe Gambardella en mai 2016, inscrivant un doublé en finale face au RC Lens. Quelques semaines plus tard, Kylian Mbappé remporte avec l'équipe de France des moins de 19 ans le Championnat d'Europe de football des moins de 19 ans 2016, lors duquel il inscrit quatre buts en étant surclassé.

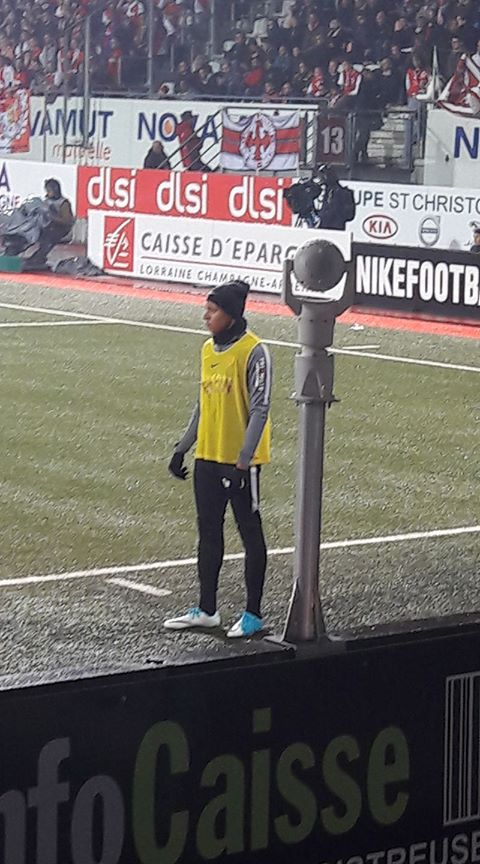
Kylian Mbappé à l'échauffement avec l'AS Monaco face à l'AS Nancy-Lorraine au stade Marcel-Picot le 6 mai 2017.

Lors du marché estival des transferts 2016, l'AS Monaco refuse une offre de 40 millions d'euros du club anglais de Manchester City. Le 11 février 2017, il inscrit son premier triplé en Ligue 1 face au FC Metz (victoire 5-0). Dix jours plus tard, Kylian Mbappé inscrit son premier but en Ligue des champions, marqué contre Manchester City (défaite 5-3 de Monaco) et devient alors le deuxième plus jeune buteur français dans cette compétition derrière Karim Benzema.
Il enchaîne par la suite les records de précocité : le 5 mars 2017, il atteint la barre des dix buts en Ligue 1 après un doublé face au FC Nantes. Le 12 avril, il inscrit son premier doublé en Ligue des champions en quart de finale aller, sur la pelouse du Borussia Dortmund. Lors du match retour, il marque son cinquième but dans la compétition et devient à la fois le plus jeune joueur à atteindre ce total et le premier à marquer un but dans chacun de ses quatre premiers matchs à élimination directe en Ligue des champions. Il est encore le plus jeune buteur de l'histoire de la compétition en demi-finale, face à la Juventus, meilleure défense de la compétition en 2016-2017, qui l'emporte sur Monaco.
Le 17 mai 2017, Kylian Mbappé et l'AS Monaco remportent la Ligue 1 devant le Paris Saint-Germain, quadruple champion en titre. Kylian Mbappé termine au cinquième rang du classement des buteurs avec quinze buts, malgré un temps de jeu limité (à peine 1 500 minutes soit l'équivalent de seulement 16 à 17 matches).
Au cours de l'intersaison, le jeune Français est annoncé sur les tablettes de très grands clubs de football d'Europe comme le Paris Saint-Germain, le Real Madrid et Manchester City. Le club monégasque et son entraîneur Leonardo Jardim le poussent vers le Real Madrid, mais le joueur a choisi le Paris Saint-Germain.

#### Paris Saint-Germain (2017-2024)

##### Records de précocité et top 5 du Ballon d'or (2017-2018)
Après plusieurs semaines d'annonces contradictoires dans les médias, Kylian Mbappé rejoint le Paris Saint-Germain au dernier jour du marché des transferts, le 31 août 2017, dans le cadre d'un prêt d'une saison avec option d’achat de 180 millions d'euros. L'option sera automatiquement levée si le PSG se maintient en Ligue 1. À l'issue du prêt, Kylian Mbappé se lie avec Paris Saint-Germain jusqu'en 2022 pour un salaire de base net d'impôt sur cinq ans de 10 millions d'euros par saison et devient le deuxième joueur le plus cher de l'histoire du football français derrière son nouveau coéquipier Neymar, recruté quelques semaines plus tôt. Il garde au Paris Saint-Germain le numéro 29 qu'il a choisi en clin d’œil à la date d'anniversaire de son petit frère Ethan.
Le basculement pour choisir entre Paris et Madrid s’est en partie opéré grâce à un speech convaincant d’Unai Emery au domicile des Mbappé durant l’été, alors que Zidane ne garantissait pas au jeune homme une place de titulaire au Real Madrid (tout juste auréolé de sa 2e Ligue des champions consécutive) avec un trio d'attaque composé de Benzema, Bale et Ronaldo.
Le recruteur du PSG Luis Ferrer a raconté au quotidien Le Parisien : « Je me souviens à quel point Unai a été très fort, très bon ! Il a donné sa parole à Kylian qu’avec lui il jouerait. Et il a tenu sa promesse, se rappelle Ferrer. Kylian n’était pas tout à fait prêt lors d’un match de Ligue des champions mais Unai s’était engagé, alors il l’a fait jouer quand même. » Il poursuit : « Un soir, je suis rentré à Paris à 22 h 30. À mon arrivée, j'ai appelé Antero pour faire le point et il s'est étonné que je ne sois pas resté dans le Sud. Le lendemain, à six heures, je prenais le premier vol. Deux heures plus tard je sonnais à la porte des Mbappé avec des croissants »,.
Il explique pour le média argentin Infobae : « on a dû travailler deux fois plus que le Real Madrid. On est allé chez lui pour discuter avec ses parents et leur vendre notre projet. On a dû faire beaucoup de choses pour lui démontrer que nous le voulions vraiment, qu’il serait important pour nous  »,. Mbappé voulait trouver un club de prestige où il aurait la certitude d'être titulaire, à un an de la Coupe du Monde.
Il joue son premier match le 8 septembre contre le FC Metz et inscrit à cette occasion son tout premier but avec le club parisien (victoire 5 à 1). Quatre jours plus tard, il participe à son premier match sur la scène européenne avec le maillot parisien sur le terrain du Celtic FC pour une nouvelle victoire (5-0). Il inscrit à cette occasion le deuxième but du PSG, ce qui constitue son premier but en Ligue des champions sous ses nouvelles couleurs. À 18 ans et neuf mois il devient ainsi le plus jeune buteur du PSG en coupe d'Europe, détrônant au passage son coéquipier Marquinhos. Le 27 septembre, Kylian Mbappé réalise une performance saluée par les observateurs lors du choc face au Bayern Munich, en Ligue des champions (victoire 3-0). Il offre deux passes décisives et est élu homme du match. À la suite de ce match, plusieurs personnalités footballistiques se disent impressionnées par son talent, comme Carlo Ancelotti ou son coéquipier Neymar, qui déclare notamment le voir un jour « briguer le Ballon d'or »,. Pour Arsène Wenger, il pourrait être un nouveau Pelé. Le 23 octobre 2017, il est élu Golden Boy, trophée récompensant le meilleur footballeur de moins de 21 ans évoluant en Europe. Kylian Mbappé traverse ensuite, pendant quelques semaines, une période de méforme qui conduit les médias à remettre en question sa place de titulaire dans un effectif aussi riche que celui du Paris Saint-Germain. Il retrouve le chemin des filets, à Angers (doublé pour une victoire 0-5) et Strasbourg (1 but et défaite 2-1) en Ligue 1, mais également en Ligue des champions face au Celtic (1 but pour une victoire 7-1) ainsi que contre le Bayern Munich (1 but pour une défaite 3-1). Le 7 décembre 2017, il est classé 7e et meilleur français au Ballon d'or à 18 ans et 11 mois, ce qui en fait le plus jeune joueur de l'histoire à entrer dans le top 10. Le 20 décembre 2017, jour de ses 19 ans, il est à nouveau titulaire et marque un but lors de la 19e journée de Ligue 1 au Parc des Princes face à Caen, ce qui en fait le meilleur buteur français de l'année 2017 avec 33 buts, devant Alexandre Lacazette, évoluant lui cependant en Premier League. Lors de la défaite parisienne face à l'Olympique lyonnais, il s'en va violemment percuter Anthony Lopes lors d'une sortie de celui-ci, et est obligé de sortir sur blessure. Le 30 janvier 2018, lors du match Paris Saint-Germain-Rennes en demi-finale de la Coupe de la Ligue, il reçoit le premier carton rouge de sa carrière pour une faute sur Ismaïla Sarr, sorti sur civière.
Le 21 février 2018, invité par Emmanuel Macron, il participe avec de nombreuses autres personnalités du monde sportif à un « déjeuner de travail » à l'Élysée en l'honneur de l'ancien footballeur George Weah, qui avait longtemps joué dans le championnat français, nouvellement élu président du Liberia.
Le 25 février 2018, Kylian Mbappé ouvre le score lors de la victoire (3-0) des Parisiens face à Marseille et devient le plus jeune buteur lors du Classico en Ligue 1 à 19 ans, 2 mois et 8 jours, détrônant l'ancien Marseillais Samir Nasri, qui avait marqué contre Paris à 19 ans, deux mois et dix-sept jours, le 10 septembre 2006. Le 31 mars 2018, il remporte son premier titre depuis son arrivée au Paris-Saint-Germain face à l'AS Monaco (victoire 3-0) en finale de Coupe de la Ligue, où il est élu homme du match. Il est ensuite sacré champion de France avec le PSG. Il termine la saison en tant que treizième meilleur buteur de Ligue 1 avec treize réalisations en championnat, confirmant son statut de grand espoir du football. Il est surnommé « Donatello » par ses coéquipiers du Paris Saint-Germain.

##### Joueur français de l'année (2018-2019)

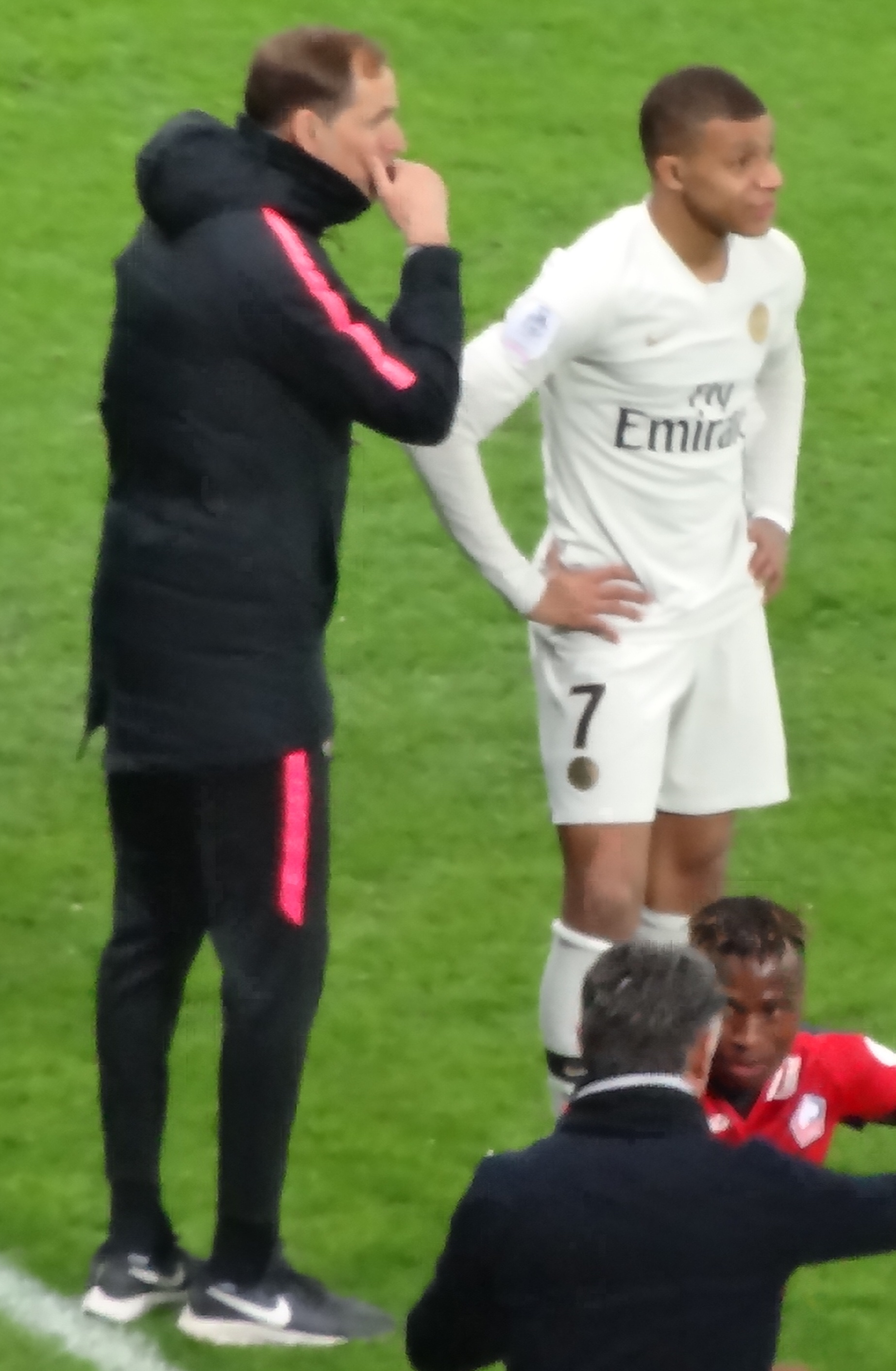
Kylian Mbappé et l'entraîneur Thomas Tuchel en avril 2019.

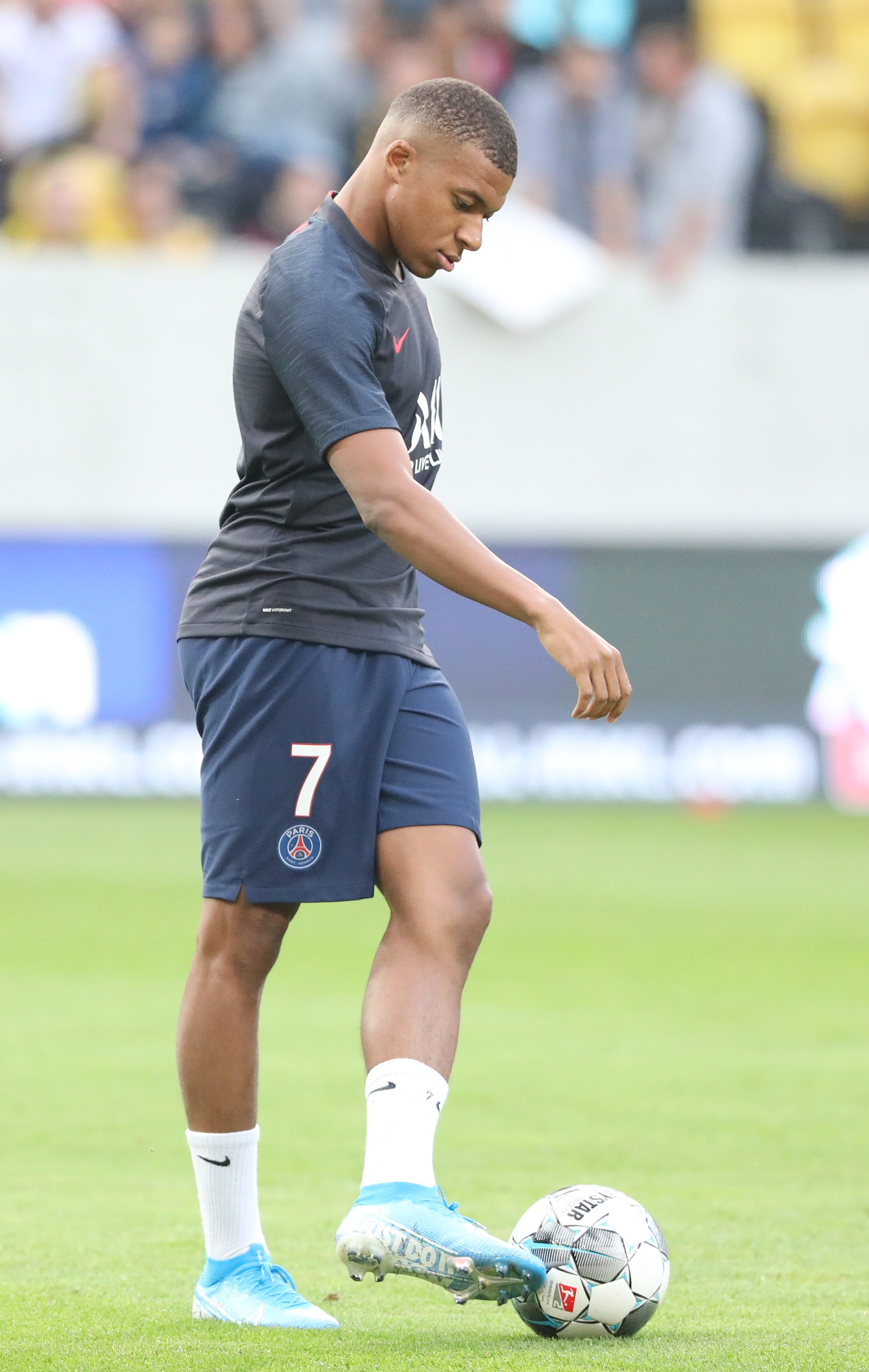
Kylian Mbappé à l'échauffement avec le Paris Saint-Germain le 17 juillet 2019.

Auréolé d'une deuxième étoile acquise avec l'équipe de France, Kylian Mbappé manque la préparation, le Trophée des champions remporté par ses coéquipiers face à l'AS Monaco ainsi que la première journée de championnat. À la suite du départ de Lucas Moura pour Tottenham Hotspur, il change du numéro de maillot ; le no 7 à la place du no 29. Il commence la saison lors de la deuxième journée de championnat, en entrant en jeu à la mi-temps face à Guingamp qui mène d'un but des Parisiens en grande difficulté. Son entrée permet de redynamiser le jeu du PSG qui égalise sur penalty, avant que Kylian Mbappé ne marque un doublé, synonyme de victoire et de trois points supplémentaires (3-1). Lors de la troisième journée du championnat de France, Kylian Mbappé marque un but et fait une passe décisive pour son coéquipier Neymar contre Angers. Il marque son quatrième but de la saison face à Nîmes, match durant lequel il écope d'une suspension de trois matchs. Le 7 octobre 2018 contre Lyon, il réalise un quadruplé en l'espace de treize minutes (victoire 5-0). Il est alors le plus jeune joueur (19 ans et 9 mois) à inscrire un quadruplé en championnat depuis Marc Berdoll en 1973 (à l'étranger, Robert Lewandowski a, lui, réalisé un quintuplé en seulement 9 minutes lors d'un match opposant le Bayern Munich à Wolfsburg en 2015). Lors du clásico à Marseille le 28 octobre, Thomas Tuchel le met sur le banc, une sanction consécutive à son arrivée en retard à la causerie d'avant-match. À peine entré sur le terrain à l'heure de jeu, Kylian Mbappé débloque le match en marquant d'un tir croisé face à Steve Mandanda (victoire finale 0-2). Il poursuit dans sa lancée cinq jours plus tard, en ouvrant le score face à Lille, devenant ainsi le plus jeune joueur à dépasser les 40 buts en Ligue 1.
Le 4 décembre 2018, alors qu'il est classé quatrième du Ballon d'or, il remporte le premier trophée Kopa, récompensant le meilleur joueur mondial de moins de 21 ans. Désigné par un cortège composé de 22 anciens ballons d'or, il est unanimement classé premier, et récolte le maximum des suffrages (110 points). Le début d'année 2019 reste dans la continuité de sa première partie de saison, avec 6 buts inscrits en championnat et en Coupe de France.
Le 12 février 2019, il marque le deuxième but parisien face à Manchester United en huitième de finale aller de la Ligue des champions (0-2). En marquant ce but, il inscrit son 14e but en 24 matchs de C1 et égale Zinédine Zidane (14 buts en 80 matchs) en nombre de buts dans la compétition. Le 17 février, il inscrit l'unique but du PSG face à l'AS Saint-Étienne et devient le premier joueur français à marquer 19 buts en 18 matchs sur une saison de Ligue 1 sur les 45 dernières années. Le 21 février, il marque son 20e but de la saison lors de la victoire (5-1) contre Montpellier et devient le meilleur buteur français de l'histoire du PSG sur une saison de championnat, battant l'ancien record de Dominique Rocheteau qui avait inscrit 19 buts lors de la saison (1985-1986).
Le 23 février, Kylian Mbappé marque un doublé lors de la victoire (3-0) des Parisiens contre Nîmes, grâce à ses deux buts, il devient :
- le premier joueur français à atteindre la barre des 50 buts après 88 matchs dans l'élite depuis Jacky Vergnes en 1971 (50 buts en 83 matchs)[86].
- le plus jeune joueur à atteindre la barre des 50 buts en Ligue 1 sur les 45 dernières saisons à 20 ans et 2 mois, détrônant Yannick Stopyra (21 ans et 12 mois en 1982) et Djibril Cissé (22 ans et 1 mois en 2003)[87].
- le plus jeune joueur de l'histoire du Championnat de France à marquer 50 buts à 20 ans et 2 mois, détrônant Rachid Mekhloufi (20 ans et 4 mois) qui était devenu le plus jeune "cinquantenaire" de tous les temps en 1957[88].
- le premier joueur à inscrire 22 buts après ses 20 premiers matchs disputés sur une saison en L1/D1 sans tirer un seul penalty depuis Josip Skoblar avec Marseille en 1971[89].
- le premier joueur français à inscrire 22 buts après ses 20 premiers matchs disputés sur une saison en L1/D1 depuis 56 ans est Serge Masnaghetti (avec Valenciennes en 1963)[90].

Le 2 mars, il s'offre deux buts et donne la victoire (2-1) au Paris Saint-Germain face à Caen en inscrivant notamment son premier penalty en Ligue 1. Il devient également à 20 ans le plus jeune joueur à marquer 50 buts sous les couleurs parisiennes, détrônant ainsi Mustapha Dahleb qui avait 25 ans quand il a atteint la barre des 50 buts.
En mai, il est élu meilleur joueur et meilleur espoir de Ligue 1 de la saison lors des trophées UNFP 2019.
À l'issue de la saison 2018-2019, Kylian Mbappé termine meilleur buteur du championnat de France avec 33 buts.

##### Quadruplé national et finale de Ligue des champions (2019-2020)
Après le retour de Leonardo à la tête du secteur sportif du PSG, le début de saison commence par une victoire en Trophée des champions contre Rennes (2-1), au cours duquel Mbappé ouvre déjà son compteur but. Le 11 août 2019, Kylian Mbappé commence la première journée du championnat par un but et une passe décisive contre Nîmes (victoire 3-0). Le 23 octobre 2019, il devient à 20 ans et 306 jours le plus jeune joueur de l'histoire de la Ligue des champions à inscrire 15 buts dans cette compétition, devant Lionel Messi et Raúl. Le 26 novembre 2019, il joue son 100e match avec le PSG face au Real Madrid (2-2) en Ligue des champions, en marquant le premier but des Parisiens.
La suite de la saison est marquée par la crise sanitaire mondiale due à la pandémie de Covid-19, le championnat de France est définitivement arrêté en mars 2020 (le Paris Saint-Germain étant désigné champion sur un total de 28 journées). Auteur de 18 buts en 20 matchs, Kylian Mbappé est sacré pour la deuxième année consécutive meilleur buteur de Ligue 1. Son compatriote Wissam Ben Yedder a inscrit autant de buts que lui, mais la LFP stipule que le Monégasque a « moins marqué dans le jeu que Kylian Mbappé (15 fois contre 18) ».
En juin 2020, l'observatoire du football CIES dévoile sa liste des joueurs les plus chers au monde. Elle fait apparaitre Kylian Mbappé en première position, avec une valeur de 259,2 millions d'euros, très loin devant tous les autres footballeurs. Le 24 juillet, à la 29e minute de la finale de la Coupe de France contre Saint-Étienne (victoire 1-0) Kylian Mbappé, en pleine vitesse, est violemment taclé par Loïc Perrin. Resté un long moment au sol tandis que le défenseur des Verts est expulsé, le champion du monde regagne les vestiaires en boitant et en pleurs. Il réapparait sur le banc en fin de rencontre avec une attelle au pied droit et des béquilles. Victime d'une entorse de la cheville, Il est forfait pour la finale de la Coupe de la Ligue face à Lyon. Son retour sur le terrain a lieu le 12 août lors de la deuxième mi-temps du quart de finale de la Ligue des champions à Lisbonne, face à l'Atalanta Bergame et il contribue au retour au score du PSG qui s'impose 2-1 dans les dernières minutes. il participe ensuite à la victoire de son équipe 3-0 devant Leipzig pour rejoindre la finale face au Bayern Munich qui vient d'éliminer Lyon.

##### Faits marquants de la saison 2020-2021

Kylian Mbappé avec la sélection française face à l'Ukraine le 24 mars 2021.

Le 5 décembre 2020, il marque son 100e but face au Montpellier HSC. Son équipe s'impose ce jour-là par trois buts à un.
Le 16 février 2021, au cours du huitième de finale aller de la Ligue des champions, il devient le premier joueur à inscrire un triplé au Camp Nou face au FC Barcelone (victoire 1-4) depuis Andriy Chevtchenko en 1997 et dépasse Pauleta au classement des buteurs du Paris Saint-Germain, ainsi que Zinédine Zidane au classement des buteurs en Ligue des champions. Sa prestation est alors largement saluée par la presse européenne. Lors du match retour (1-1) le 10 mars 2021, il marque un but et devient ainsi le plus jeune joueur à atteindre la barre des 25 buts en Ligue des champions. Selon l'agence KPMG qui publie une nouvelle étude sur la valeur des footballeurs en février 2021, Kylian Mbappé reste le joueur le plus cher au monde, avec une valeur de 185 millions d'euros, en baisse par rapport à 2020 compte tenu de la crise sanitaire mondiale, mais toujours loin devant les Anglais Harry Kane et Raheem Sterling (125 millions d'euros).
Lors du match contre l'Olympique lyonnais comptant pour la 30e journée de ligue 1, il marque son 100e but en Ligue 1, à l'âge de 22 ans et 91 jours. Il devient ainsi le plus jeune joueur à atteindre cette barre symbolique, détrônant Hervé Revelli qui détenait ce record de précocité (23 ans et 153 jours). Après ce match, il est à 30 buts toutes compétitions confondues, ce qui permet à Kylian Mbappé de devenir le premier joueur tricolore évoluant en ligue 1 à enchaîner trois saisons de rang à plus de 30 buts depuis Jean-Pierre Papin, qui avait réussi cette prouesse quatre ans de suite entre 1988 et 1992. Le 7 avril, en quart de finale aller de la Ligue des champions, il inscrit sous la neige un doublé sur le terrain du Bayern Munich, permettant à son équipe de s'imposer 3-2 et de défaire le club allemand tenant du titre. Il montre également de plus en plus de caractère sur le terrain, n'hésitant pas à sonner la révolte, comme lorsque le PSG encaisse un but à la 78e minute contre Saint-Étienne. Le 19 mai 2021, en marquant un but, lors de la victoire du PSG contre l'AS Monaco, en finale de Coupe de France, il devient le quatrième meilleur buteur français de l'histoire toutes compétitions confondues sur une saison avec au total 45 buts, derrière Just Fontaine (52 buts), Roger Courtois (49 buts) et Jean-Pierre Papin et Stéphane Guivarc'h (47 buts).

##### Saison 2021-2022, une prolongation à Paris

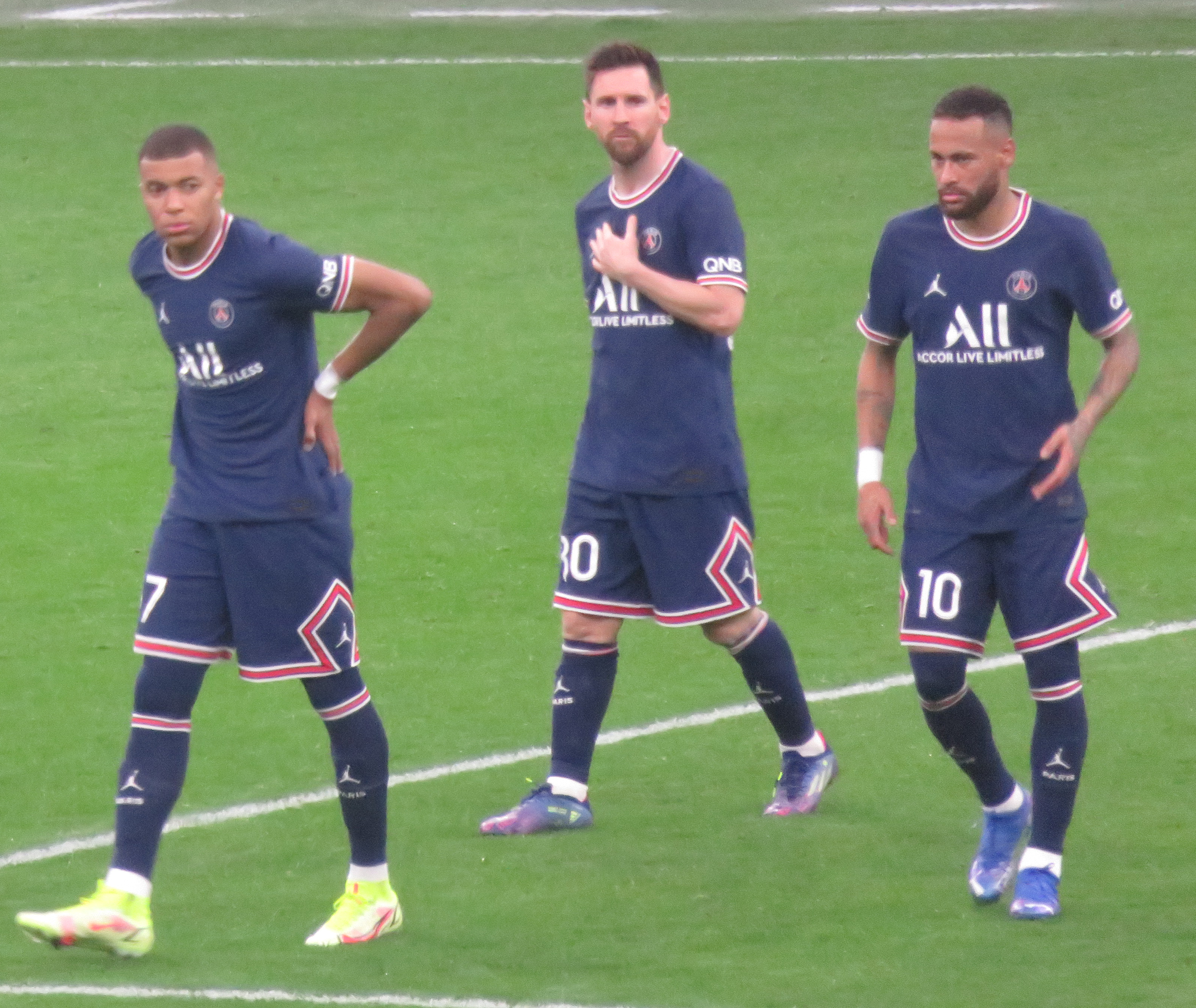
Kylian Mbappé aux côtés de Lionel Messi et de Neymar en octobre 2021.

Lors du mercato estival de 2021, Lionel Messi signe avec le PSG. Le trio surnommé le MNM comprenant Mbappé, Neymar et Messi est annoncé comme étant la meilleure attaque européenne. Alors que son contrat s'achève en juin 2022, Mbappé demande à l'été 2021 d'être transféré au Real qui fait une offre de 200 millions € au PSG, mais le PSG refuse.
À l'issue de la saison 2021-2022 de Ligue 1, Mbappé est sacré champion de France pour la cinquième fois et termine à la fois meilleur buteur ainsi que meilleur passeur de l'édition, une première dans l'histoire du championnat de France, avec 28 buts et 17 passes décisives en 35 matchs,. Il est également désigné pour la troisième fois (record partagé avec Zlatan Ibrahimović), « meilleur joueur de Ligue 1 » lors des trophées UNFP 2022.
Dans les autres compétitions, il ne peut empêcher la défaite en trophée des champions 2021 contre Lille ni l'élimination prématurée en huitièmes de finale en coupe de France contre Nice, ainsi qu'en Ligue des champions contre le Real Madrid bien qu'il marque à l'aller et au retour (1-0, 1-3).
En fin de contrat à Paris le 30 juin 2022, Kylian Mbappé annonce le 21 mai qu'il s'engage au Paris Saint-Germain pour deux saisons supplémentaires, plus une troisième mais en option, déclinant ainsi l'offre du Real de Madrid. Les mots du président Emmanuel Macron auraient pesé sur sa décision de rester au PSG,. Le soir même de son annonce, le 21 mai 2022, il inscrit un triplé lors de la dernière journée de championnat face au FC Metz. et termine ainsi meilleur buteur du championnat.

##### Saison 2022-2023

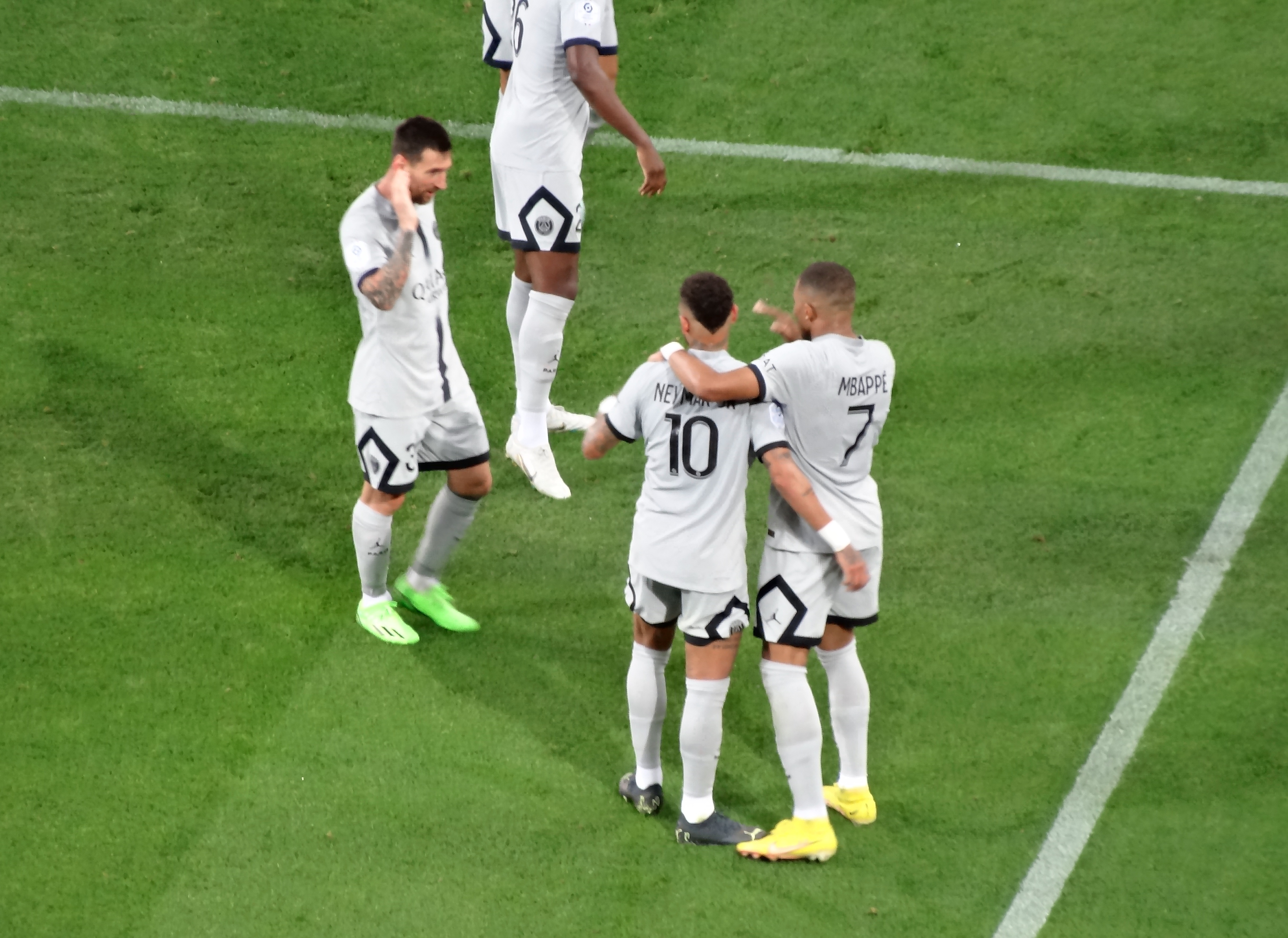
La MNM lors de la victoire à Lille, le 21 août 2022.

Le 21 août 2022, face au LOSC Lille au stade Pierre-Mauroy, Mbappé inscrit un but 8,06 secondes après le coup d'envoi (victoire du PSG 7-1). Il est considéré comme le deuxième but le plus rapide de l'histoire du championnat de France, après celui inscrit par Michel Rio lors de la saison 1991-1992 avec le SM Caen face à l'AS Cannes (victoire 3-1), après 7,72 secondes de jeu.
Le 2 novembre 2022, Mbappé se fait remarquer lors de la victoire de son équipe en Ligue des champions (1-2) face à la Juventus en marquant un but, son quarantième dans cette compétition. Il devient alors le plus jeune joueur à atteindre ce total. Ce même mois de novembre, le magazine So Foot le classe dans le top 1000 des meilleurs joueurs du championnat de France, à la 23e place. Le 19 janvier, Kylian Mbappé marque un but sur penalty et distribue 2 passes décisives contre Al-Nassr Football Club, club de Cristiano Ronaldo qui lui dispute son premier match sous ses nouvelles couleurs. Quelques jours plus tard, en Coupe de France, il inscrit un quintuplé face à l'équipe de régionale 1 US Pays de Cassel. Il inscrit ainsi son premier quintuplé toutes compétitions confondues en professionnel et devient le premier joueur du Paris-Saint-Germain à marquer un quintuplé dans un seul match. Dans le même match il porte pour la première fois pendant l'intégralité du match le brassard de capitaine. Le 1er février 2023, à deux semaines du match aller de la Ligue des champions face au Bayern Munich au Parc des Princes, Kylian Mbappé sort sur blessure après seulement 20 minutes de jeu contre Montpellier HSC (victoire 1-3), à la suite d'une douleur à la cuisse gauche. Il arrivera néanmoins à être dans le groupe pour le match aller face au Bayern Munich, il entrera en deuxième période durant la dernière demi-heure. Son entrée changea radicalement le visage de son équipe, Kylian Mbappé marquera même le but de l'égalisation, qui fût finalement refusé à la suite d'une légère position de hors-jeu de Nuno Mendes. Le Paris-Saint-Germain s'inclinera finalement 0-1 à domicile face au Bayern Munich. Il est titulaire et joue tout le match face au LOSC Lille, le 19 février 2023, malgré le fait qu'il ne soit pas totalement remis de sa blessure. Il inscrira un doublé au cours de ce match et son équipe s'imposera 4-3.
Le 26 février 2023, avec un doublé contre l'Olympique de Marseille, Mbappé devient le meilleur buteur du Paris-Saint-Germain à égalité avec Edinson Cavani (200 buts),, record battu le 4 mars contre le FC Nantes. Finalement, il aura marqué 256 buts en 308 matchs au PSG, contre 200 en 301 parties pour Cavani.

##### Dernière saison parisienne compliquée 2023-2024
En juin 2023, Kylian Mbappé signifie au PSG par écrit qu'il honorera son contrat jusqu'à son terme de juin 2024, sans activer l'année supplémentaire en option. Le club entame alors un bras de fer pour qu'il prolonge ou parte l'été même, refusant l'idée qu'il parte sans indemnité de transfert. Le 21 juillet, il le met à l'écart du groupe lors de la tournée au Japon, et se déclare prêt à ne pas le faire jouer de la saison. Mais le 13 août 2023, le joueur est réintégré,, après un accord avec le président Al-Khelaïfi selon lequel il renoncerait en cas de départ à des primes pour un montant estimé entre 60 et 100 millions d'euros.
Mbappé réalise son premier doublé de la saison le 26 août 2023, lors d'une rencontre de championnat face au RC Lens, contribuant ce jour-là à la victoire de son équipe par trois buts à un,.
Il est nommé pour le prix The Best – Joueur de la FIFA 2023. Le 11 novembre 2023, Kylian Mbappé réalise un triplé face au Stade de Reims sur une victoire 3-0. En novembre, Mbappé est nommé joueur du mois de Ligue 1.
Mbappé remporte avec son équipe le Trophée des champions 2023, joué le 4 janvier 2024 au Parc des Princes, contre Toulouse en marquant le deuxième et dernier but de son équipe. C'est son troisième Trophée des champions, après ceux remportés en 2019 et 2020.
Le 10 mai 2024, il confirme sur ses réseaux sociaux qu'il ne prolongera pas l'aventure à Paris et annonce qu'il quittera la Ligue 1 à l'issue de la saison,.
Le 25 mai 2024, au stade Pierre-Mauroy de Lille, Kylian Mbappé dispute son dernier match sous les couleurs parisiennes, la finale de la Coupe de France contre l'Olympique lyonnais remportée deux buts à un,. C'est la quatrième Coupe de France (2018, 2020, 2021 et 2024) et le quinzième titre qu'il gagne avec le Paris Saint-Germain, pour lequel il aura en sept ans disputé 308 rencontres et inscrit 256 buts.
Malgré les résultats et un grand nombre de buts marqués, le joueur a vécu une saison compliquée en dehors du terrain en raisons des tensions avec le président Nasser al-Khelaïfi qui, après l'avoir écarté du groupe en début de saison, a arrêté de verser son salaire depuis avril 2024. Dans une interview, le joueur explique qu'il avait été contraint de prolonger son contrat en 2022 en raison de la coupe du monde organisée la même année par le Qatar, dont Nasser al-Khelaïfi faisait partie des organisateurs. Sur le terrain, l'entraineur Luis Enrique laissait le joueur plus souvent sur le banc, le faisant jouer moins souvent. C'est dans ce contexte que le PSG est éliminé contre le Borussia Dortmund lors des demi-finales de Ligue de champions.

#### Real Madrid (2024-)
Le 3 juin 2024, le Real Madrid annonce la signature pour cinq saisons de Kylian Mbappé, en fin de contrat avec le Paris Saint-Germain,, et qui communique à ce sujet : « Tellement heureux et fier de rejoindre le club de mon rêve, le Real Madrid. Personne ne peut comprendre à quel point je suis excité en ce moment »,. Le 16 juillet 2024, il est officiellement présenté au stade Santiago-Bernabéu devant plus de 80 000 personnes,. Avec le no 9 dans le dos, c’est aux côtés du président Florentino Pérez ou encore de Zinédine Zidane qu’il entre sur la pelouse et sous les applaudissements du public,. Après sa présentation, devant les médias en conférence de presse, il déclare : « Je suis très humble, je suis dans le plus grand club du monde. Ma priorité, c'est m'intégrer et après tout deviendra plus facile »,.
Le 14 août 2024, pour son premier match sous les couleurs du Real Madrid, il est titulaire en finale de la Supercoupe de l'UEFA contre l'Atalanta Bergame. À la 68e minute, Kylian Mbappé inscrit son premier but sur une passe décisive de Jude Bellingham et double la mise après un premier but inscrit par Federico Valverde à la 59e minute. Les Merengues remportent le match sur le score de deux buts à zéro et soulève le trophée de la Supercoupe de l'UEFA pour la sixième fois, un record dans la compétition.
Le 1er septembre 2024, il inscrit ses premiers buts en championnat d'Espagne à la suite d'un doublé contre le Real Betis. Il permet ainsi à son équipe de s'imposer sur le score de deux buts à zéro,. Le 25 janvier 2025, il inscrit trois buts lors d'un match de championnat contre le Real Valladolid (victoire, 3-0),. Premier triplé avec la Casa Blanca, ces trois buts lui permettent de porter ainsi son total à 15 buts en Liga cette saison,. Le 29 mars 2025, à la suite d'un doublé contre le CD Leganés en championnat (victoire, 3-2), il atteint la barre des 33 buts toutes compétitions confondues pour sa première saison,. Cela lui permet d'égaler le record de Cristiano Ronaldo,. Le détenteur du record, Iván Zamorano, avait inscrit 37 buts lors de sa première saison avec les Merengues.
Le 4 avril 2025, suite à un comportement jugé « indécent » à l'issue de la qualification du Real Madrid en Ligue des champions face à l'Atlético de Madrid le 12 mars 2025, il est sanctionné d'un match de suspension avec sursis d'un an en cas de « nouvelle violation des règles de base d'une conduite décente », ainsi qu'une amende légèrement inférieure, s'élevant à 30 000 €,,.
Le 26 avril 2025, lors de la finale de la Coupe d'Espagne contre le FC Barcelone disputée au stade La Cartuja de Séville, il inscrit le premier coup franc direct de sa carrière, et en profite pour dépasser Cristiano Ronaldo au nombre de buts sur une première saison avec la Casa Blanca (défaite, 3-2),,. Le 11 mai 2025, lors du Clásico contre le FC Barcelone, il inscrit un triplé mais ne peut empêcher la défaite de son équipe (défaite, 4-3),,. Ces trois buts lui permettent d'atteindre les 39 buts toutes compétitions confondues cette saison, battant le record détenu jusqu'ici par Iván Zamorano qui avait inscrit 37 buts pour une première saison avec Los Blancos,,.
Le 29 juillet 2025, alors qu'il portait le no 9 lors de sa première saison dans le club Merengues et à la suite du départ du Luka Modrić, le Real Madrid annonce que Kylian Mbappé hérite du no 10 pour la saison 2025-2026,,.

### Équipe de France

#### Premières sélections de 2016 à 2018

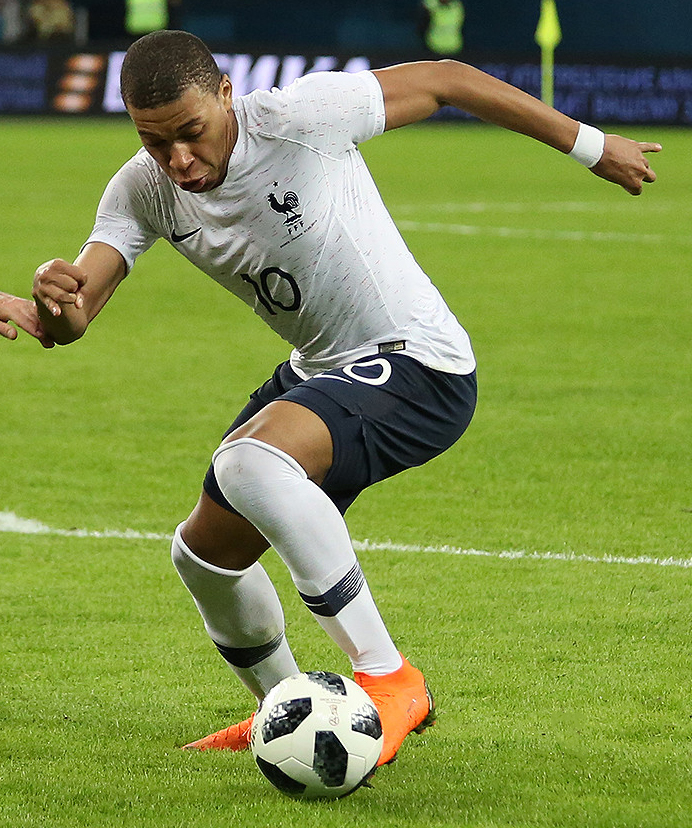
Kylian Mbappé en action avec l'équipe de France face à la Russie le 27 mars 2018.

En 2016, Kylian Mbappé est un des joueurs majeurs de l'équipe de France des moins de 19 ans qui remporte le championnat d'Europe. Il marque notamment un doublé décisif en demi-finale face au Portugal. Il compte finalement sept buts en onze sélections dans cette catégorie d'âge.
Jamais passé par l'équipe de France espoirs, il est convoqué pour la première fois en équipe de France par Didier Deschamps le 16 mars 2017, lors des éliminatoires de la Coupe du monde 2018 face au Luxembourg et pour un match amical face à l'Espagne. Le 25 mars 2017, il rentre en jeu à la 78e minute pour sa première sélection contre le Luxembourg (victoire 3-1).
Le 13 juin 2017, face à l'Angleterre, il délivre sa première passe décisive en bleu à Ousmane Dembélé (victoire 3-2). Le 31 août, en match éliminatoire de la Coupe du monde contre les Pays-Bas, il marque son premier but en bleu, le quatrième de la victoire 4-0. Le 27 mars 2018, après une très longue disette de buts (484 minutes sans marquer en Bleu), il marque deux buts de plus en match amical en Russie, lors de sa douzième sélection, devenant à 19 ans et 97 jours le plus jeune buteur à l'extérieur en équipe de France depuis René Gérard en mars 1933, et le plus jeune depuis 1945 à réaliser un doublé. Après le 12 et le 20, il porte désormais en sélection le maillot floqué du numéro 10.

#### Coupe du monde 2018: vainqueur et plus grand espoir mondial
Il figure sur la liste de 23 joueurs retenus pour le Mondial 2018. Lors du premier match contre l'Australie, il devient le plus jeune joueur à prendre part à une rencontre d'un grand tournoi majeur avec l'équipe de France, à 19 ans et 6 mois, détrônant ainsi Bruno Bellone (20 ans et 118 jours contre la Pologne en 1982). Il inscrit son premier but contre le Pérou le 21 juin lors du second match de poule. À 19 ans, 6 mois et un jour, il devient ainsi le plus jeune joueur français à marquer dans un tournoi majeur, détrônant David Trezeguet (20 ans et 246 jours contre l'Arabie saoudite lors de la Coupe du monde 1998), le premier joueur à marquer un but en Coupe du monde en étant né après la victoire de la France en 1998 et le quatrième joueur évoluant au PSG à marquer pour l'équipe de France en Coupe du monde après Dominique Rocheteau (1982), Luiz Fernandez (1986) et Blaise Matuidi (2014).

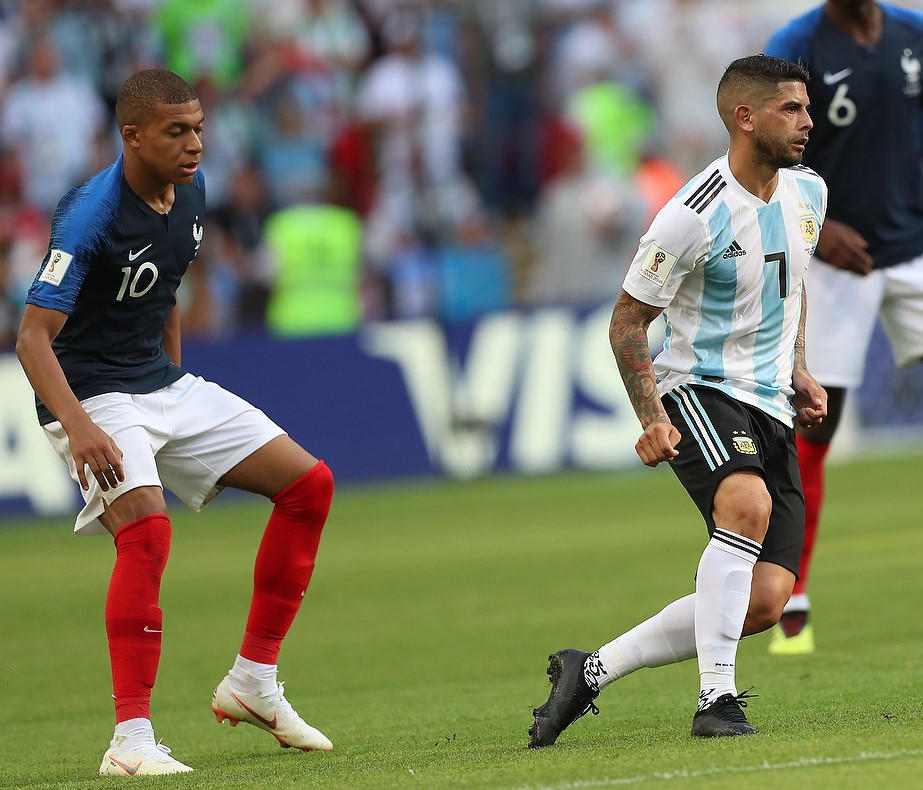
Kylian Mbappé et Éver Banega lors des huitièmes de finale contre l'Argentine à la Coupe du monde 2018, match où il est l'auteur d'un doublé.

Le 30 juin, lors de la victoire de la France (4-3) contre l'Argentine en huitièmes de finale de la Coupe du monde, Il provoque trois coups francs dangereux et un penalty transformé par Antoine Griezmann en première mi-temps, après avoir été mis à terre dans la surface par Marcos Rojo à la suite d'un démarrage depuis son camp où il est chronométré à 37 km/h,. En deuxième mi-temps, il inscrit un doublé et devient le plus jeune joueur à inscrire deux buts dans un match à élimination directe de Coupe du monde depuis Pelé (17 ans et 8 mois en demi-finale du Mondial 1958 contre la France). Il devient aussi le deuxième plus jeune joueur de l'histoire de la Coupe du monde à marquer trois buts (19 ans et 6 mois), derrière Pelé (17 ans et 8 mois) et le premier joueur français à inscrire au moins deux buts en phase à élimination directe d'un match de Coupe de monde depuis Zinédine Zidane en 1998.
Le 6 juillet, malgré les difficultés à pénétrer la défense adverse, il contribue à la victoire française lors du quart de finale face à l'Uruguay (0-2), qualifiant les Bleus pour une demi-finale face aux Belges. Lors de la victoire contre la Belgique (1-0) le 10 juillet, il réussit sept dribbles sur 15 tentés face aux Diables rouges. Aucun joueur français n'a réussi autant de dribbles sur un match de Coupe du monde depuis l'apparition des statistiques, en 1966.

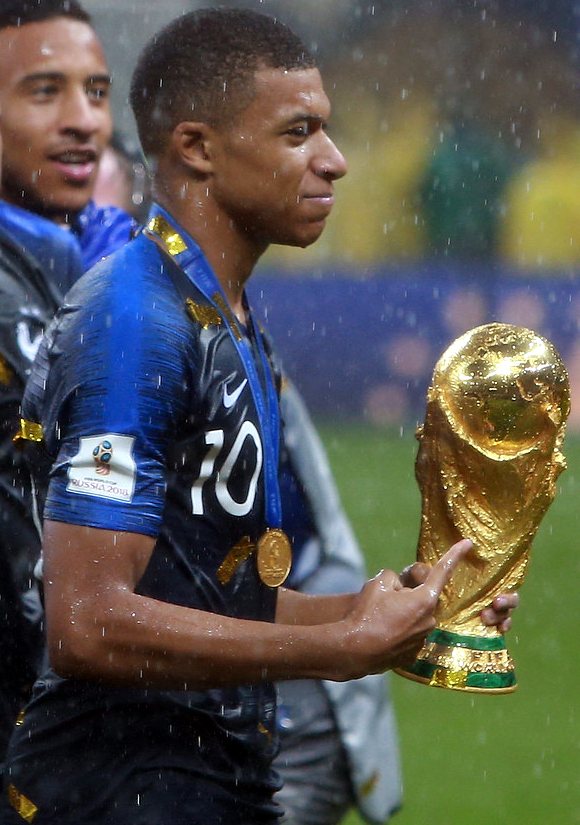
Kylian Mbappé avec la Coupe du monde, le 15 juillet 2018 à Moscou.

Le 15 juillet 2018, il devient champion du monde après la victoire française en finale face à la Croatie (4-2). Sur une passe de Lucas Hernandez, il inscrit d'une frappe sèche aux 25 m le quatrième but français et devient le deuxième plus jeune buteur de l'histoire en finale de Coupe du monde après Pelé (buteur en finale du Mondial 1958 contre la Suède à 17 ans). Grâce à ce but, il devient également le plus jeune buteur français en finale d'une compétition majeure, dépassant Bruno Bellone contre l'Espagne à l'Euro 1984 (22 ans et 105 jours), le deuxième joueur de la Ligue 1 française à marquer en finale de Coupe du monde après l'Argentin Jorge Burruchaga en 1986 (il jouait alors au FC Nantes), le premier joueur à évoluer au Paris Saint-Germain à inscrire un but en finale d'une Coupe du monde et le premier joueur parisien à marquer dans une finale internationale depuis le Nigérian Jay-Jay Okocha lors de la Coupe d'Afrique des Nations 2000. Kylian Mbappé n'est par ailleurs que le deuxième teenager (mot anglais ne correspondant pas tout à fait à adolescent puisqu'il recouvre une période de 13 à 19 ans), à marquer en finale de la Coupe du monde, soixante ans après Pelé.
À l'issue de cette Coupe du monde, au cours de laquelle il inscrit quatre buts, il est désigné « Meilleur jeune joueur » de la compétition par la FIFA. À l'âge de 19 ans et 207 jours, il devient le troisième plus jeune champion du monde de l'histoire, derrière le brésilien Pelé en 1958 (17 ans, 8 mois et 6 jours) et l'italien Giuseppe Bergomi en 1982 (18 ans, 6 mois et 17 jours). Il réussit 32 dribbles dans cette Coupe du monde, un record pour un joueur français. Il est par ailleurs adoubé par Pelé en personne, qui tweete le 15 juillet: « si Kylian continue d’égaler mes records comme ça, je vais devoir dépoussiérer mes crampons », à quoi Kylian Mbappé répond : « le Roi restera toujours le Roi ». Par ailleurs, Miroslav Klose, recordman du nombre de buts marqués en Coupe du monde (seize, en quatre participations entre 2002 et 2014) est persuadé que Kylian Mbappé peut égaler ou améliorer son record : « Pour y parvenir, il faudra que la France reste compétitive sur la durée. À l’heure actuelle, il y a de quoi être optimiste », dit-il.

#### Échec à l'Euro 2020 et vainqueur de la Ligue des nations 2021
Le 11 octobre 2018, en inscrivant son dixième but en sélection face à l'Islande (2-2), Kylian Mbappé devient le premier joueur de l'équipe de France à passer la barre des dix buts en équipe de France avant l'âge de vingt ans. Lors des matchs de qualification à l'Euro 2020, il se distingue en marquant deux fois en deux matchs, rencontres au cours desquelles il est titulaire. Sa première réalisation intervient en fin de rencontre face à la modeste équipe de Moldavie, qui permet à l'équipe de France de l'emporter 4-1. Enfin, au Stade de France, il participe également à la large victoire des Bleus avec un but face à l'Islande (4-0). Il s'agit de son douzième but en trente sélections, un total qu'il est le premier à atteindre en équipe de France à tout juste 20 ans.
Lors de la reprise de ces éliminatoires de l'Euro 2020, très critiqué après la défaite des Bleus en Turquie (0-2), Kylian Mbappé se reprend quatre jours plus tard, le 11 juin, et ouvre le score face à l'Andorre (le match se termine sur le score de 4-0), ce qui constitue le 100e but de sa carrière professionnelle (27 avec l'AS Monaco, 60 avec le PSG, 13 en équipe de France), mieux que Lionel Messi et Cristiano Ronaldo au même âge. Il totalise trois buts et trois passes décisives lors de ces éliminatoires de l'Euro 2020 dans le groupe H, qui s'achèvent en novembre 2019 et qui voient la France se qualifier en terminant à la première place de sa poule avec huit victoires, un nul et une défaite.
Le 5 septembre 2020, après neuf mois sans jouer à cause de pandémie de Covid-19, l'équipe de France s'impose 1-0 face à la Suède au Friends Arena de Solna, dans une rencontre comptant pour la Ligue des nations 2020-2021. Mbappé inscrit l'unique but du match à la 41e minute, à la suite d'un slalom dans la surface de réparation suédoise. Le 7 septembre, il est testé positif au Covid-19, ce qui le contraint à déclarer forfait pour le second match contre à la Croatie. Lors des trois premiers matchs éliminatoires de la Coupe du monde 2022 dans le groupe D, en mars 2021, face à l'Ukraine (match nul 1-1), au Kazakhstan (victoire 2-0) et en Bosnie-Herzégovine (victoire 1-0), il délivre des prestations décevantes, ne pesant pas sur le jeu de l'équipe de France, et se montrant « peu en jambes », « manquant de fraîcheur », et « trop prévisible ».
Lors de l'Euro 2020, Kylian Mbappé est l'attaquant le plus dangereux de l'équipe de France, souvent lancé par des passes longues de Paul Pogba, et se trouve impliqué dans la plupart des sept buts marqués par les Bleus au cours du tournoi. Il se procure de nombreuses occasions, mais ne marque pas de but. Le 28 juin 2021, en huitièmes de finale de l'Euro 2020, alors que la France est opposée à la Suisse et que les deux équipes n'arrivent pas à se départager à la fin d'un match riche en rebondissements (3-3), Kylian Mbappé est désigné pour tirer le 5e penalty français. Après cinq penaltys réussis côté suisse et quatre côté français, le gardien suisse Yann Sommer arrête le tir de Mbappé, qualifiant la Suisse en quarts de finale et éliminent dans le même temps l'équipe de France de la compétition.
Malgré cet échec important à l'Euro, l'équipe de France se relève rapidement en remportant le Final Four de la deuxième édition de la Ligue des nations qu'elle dispute en octobre 2021 en Italie. En demi-finale face à la Belgique, Kylian Mbappé honore sa cinquantième sélection et devient à 22 ans et 291 jours le plus jeune international français à atteindre ce cap. Alors que les Bleus sont menés 2-0 après la première période, il sert Karim Benzema qui réduit le score d'un tir en pivot à l'heure de jeu. Un penalty est ensuite sifflé à l'aide de la VAR pour une faute sur Antoine Griezmann. Benzema donne le ballon à Mbappé pour qu'il le tire, et il le transforme pour égaliser à 2-2. La France s'impose finalement 3-2. Le 10 octobre, en finale face à l'Espagne, à la 80e minute, alors que les deux équipes sont à égalité 1-1, Kylian Mbappé est lancé dans la profondeur par Théo Hernandez à la limite du hors-jeu, et s'en va marquer le but de la victoire 2-1 d'un passement de jambes face au gardien Unai Simón. Le but est validé à l'aide de la VAR, car les arbitres estiment que le défenseur espagnol Eric García a intentionnellement dévié le ballon, remettant l'attaquant français en jeu.
Le 13 novembre 2021, Kylian Mbappé inscrit un quadruplé avec l'équipe de France face au Kazakhstan (victoire 8-0). Il s'agit du premier quadruplé d'un joueur français depuis Just Fontaine qui a réalisé cette performance lors du match contre l'Allemagne de l'Ouest pour la troisième place de la Coupe du monde 1958. La victoire de ce match comptant pour les éliminatoires de la zone Europe, qualifie les Bleus pour la Coupe du monde au Qatar en 2022. Trois jours plus tard, dans le dernier match du Groupe D en Finlande où la France s'impose 2-0, il offre une passe décisive d'une talonnade à Karim Benzema pour le premier but français, puis marque le second après une course de 30 mètres le long de la ligne de touche, avant de rentrer à gauche dans la surface, et de mettre le ballon hors de portée du gardien Lukáš Hrádecký d'une frappe enroulée au second poteau, son 24e but en 53 sélections. En mars 2022, lors d'un match amical face à l'Afrique du Sud, il inscrit un doublé permettant à l'équipe de France de s'imposer 5-0. En juin et septembre 2022, lors de deux matchs face à l'Autriche pour la Ligue des Nations (nul 1-1 et victoire 2-0), il inscrit un but à chaque rencontre, lui permettant d'intégrer le « top 10 » des meilleurs buteurs en équipe de France avec 28 réalisations (à égalité avec Youri Djorkaeff).

#### Coupe du monde 2022: finaliste et meilleur buteur de la compétition

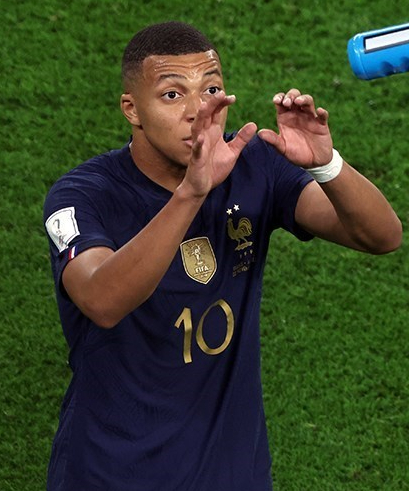
Kylian Mbappé lors du match de poule France - Australie (victoire 4-1 des Bleus).

Le 9 novembre 2022, Didier Deschamps le sélectionne pour disputer la Coupe du monde de football 2022 au Qatar. Il est accompagné en attaque par Kingsley Coman, Ousmane Dembélé, Olivier Giroud, Antoine Griezmann, Marcus Thuram, Randal Kolo Muani, alors que Karim Benzema et son ancien coéquipier parisien Christopher Nkunku, eux aussi sélectionnés, ont dû déclarer forfait sur blessure. Lors du premier match gagné face à l'Australie (4-1), il marque de la tête le troisième but à la 68e minute et effectue une passe décisive pour Olivier Giroud. Il réalise un doublé contre le Danemark (2-1) et permet à la France de se qualifier pour les huitièmes de finale. Avec ses 6e et 7e buts, il dépasse Thierry Henry en devenant le deuxième meilleur buteur français de l'histoire de la Coupe du monde (derrière Just Fontaine avec 13 buts), en outre, il égale à 23 ans, le total de buts (31) en Bleu de Zinédine Zidane. Lors du huitième de finale face à la Pologne, il réalise une passe décisive pour Olivier Giroud et inscrit un doublé (victoire 3-1), portant son total à 9 buts en Coupe du monde et à 33 buts en sélection.
Lors de la finale face à l'Argentine (3-3, Argentine 4-2 aux tirs au but), Mbappé inscrit un triplé historique, devenant ainsi le deuxième joueur de l'histoire à réaliser une telle performance lors d'une finale de cette compétition, après Geoffrey Hurst, en 1966. Ajouté à son but lors de la finale de 2018 contre la Croatie, le Français est désormais le premier joueur de l'histoire à avoir inscrit 4 buts en finale de Coupe du monde, devançant Pelé, Vavá, Geoffrey Hurst et Zinédine Zidane (3 buts).
Avec huit buts inscrits lors de ce Mondial, il est sacré meilleur buteur du tournoi, devant Lionel Messi (7 buts). Ce dernier est néanmoins sacré meilleur joueur du Mondial devant Mbappé (deuxième) et Luka Modrić (troisième). Totalisant 12 buts en Coupe du monde en deux participations, le Français est le sixième meilleur buteur de la compétition (à égalité avec Pelé).

#### Éliminatoires de l'Euro 2024
En mars 2023, à la suite de la retraite internationale d'Hugo Lloris, Didier Deschamps le désigne capitaine de l'équipe de France,. Lors des éliminatoires de l'Euro 2024, le 24 mars, pour son premier match avec ce nouveau statut, Kylian Mbappé marque deux buts et délivre une passe décisive pour Antoine Griezmann face aux Pays-Bas (victoire 4-0),. Ce doublé lui permet d'intégrer le « top 5 » des meilleurs buteurs en équipe de France avec 38 réalisations, dépassant Karim Benzema. Le 16 juin, il marque sur penalty contre Gibraltar juste avant la mi-temps (victoire 3-0), et, le 19 juin, il marque également sur penalty contre la Grèce (victoire 1-0). Le 13 octobre 2023, il réalise un doublé face aux Pays-Bas permettant aux Bleus de l'emporter 2-1 au Johan Cruyff Arena et de se qualifier pour l'Euro 2024 en Allemagne. À cette occasion, il passe devant Michel Platini (41 buts en 72 sélections), en franchissant le cap des 42 buts marqués en 72 apparitions. Quelques jours plus tard en amical face à l'Écosse, il marque sur penalty (victoire 4-1). Lors du match face à Gibraltar le 18 novembre 2023 (victoire 14-0), il inscrit un triplé et délivre trois passes décisives, lui permettant de passer devant Antoine Griezmann et de devenir 3e meilleur buteur des Bleus avec 46 réalisations. Durant cette rencontre — la plus large victoire de l'histoire de l'équipe de France — son dernier but est marqué sur un lob de 44 mètres ; il s'agit du 300e but de sa carrière,.

#### Euro 2024: tournoi compliqué pour le joueur
En mai 2024, il figure dans la liste des 25 joueurs appelés par Didier Deschamps pour l'Euro 2024 en Allemagne. Lors du match de préparation face au Luxembourg au stade Saint-Symphorien de Metz, gagné 3-0, Mbappé délivre deux passes décisives puis inscrit le troisième but à la 85e minute. Il célèbre son but en hommage à son « Tonton Alex », un de ses proches mort quelques jours plus tôt.
L'Euro 2024, à l'instar de sa saison au Paris Saint-Germain, est compliqué pour le joueur. Le 17 juin 2024, lors de la première journée de la phase de groupe de la compétition face à l'Autriche (victoire, 1-0), il est à l'origine du but marqué contre son camp par Maximilian Wöber. Kylian Mbappé est blessé au nez après un contact aérien avec le défenseur central Kevin Danso en toute fin du match. Le 25 juin 2024, Il fait son retour dans la compétition lors du dernier match de poules face à la Pologne (match nul, 1-1). C'est durant cette rencontre qu'il inscrit son premier but dans un championnat d'Europe en transformant un penalty obtenu par Ousmane Dembélé à la 56e minute.
Après une phase de poule compliquée marquée par un jeu très défensif, fermé et une pauvreté offensive au cours de laquelle Kylian Mbappé est l'unique buteur des Bleus (le but contre l'Autriche est un but contre son camp), l'équipe de France finit deuxième de son groupe. Elle élimine ensuite la Belgique (1-0, but contre son camp) lors des huitièmes de finale, puis le Portugal de Cristiano Ronaldo aux tirs au but (séance à laquelle il ne participe pas) pendant les quarts de finale dans les mêmes styles de matchs qu'en poule. L'équipe de France se fait ensuite éliminer lors des demi-finales par une excellente équipe d'Espagne (défaite, 2-1), malgré une passe décisive de Kylian Mbappé sur le but de Randal Kolo Muani en début de match. Au cours de la compétition, à l'instar des autres attaquants, il n'a pas réussi à s'imposer offensivement, expliquant qu'il n'avait pas l'esprit à l'Euro en raison de sa saison compliquée qu'il avait vécu dans son club.
En mai, il fait partie du groupe de 25 joueurs convoqués pour participer à la phase finale de Ligue des nations. Il marque sur penalty lors de la demi-finale contre l'Espagne avant de marquer de nouveau et d'offrir une passe décisive à Michael Olise lors d'une victoire deux buts à zéro contre l'Allemagne pour le match de la troisième place.

### Carrière de dirigeant
Le 29 juillet 2024, il est annoncé que Kylian Mbappé va devenir propriétaire du Stade Malherbe Caen, club français de Ligue 2, où il a été proche de signer en 2013 pour finir sa formation. Le 25 septembre 2024, après plusieurs mois de négociation, il rachète effectivement les parts du fonds d'investissement américain Oaktree Capital, jusque là actionnaire majoritaire à hauteur de 80 %, pour un montant estimé à un peu moins de 20 millions d'euros. Le président du conseil de surveillance du club, Pierre-Antoine Capton, reste au capital en tant qu'actionnaire minoritaire. 
Cette acquisition fait l'événement dans le monde du football professionnel, car il ne semble pas y avoir de précédent d'un joueur en activité aussi jeune devenir le propriétaire d'un club professionnel,. Ziad Hammoud, ancien directeur de la stratégie et des investissements de beIN Media Group et directeur de sa société d’images, est nommé président du club. La saison tourne mal cependant : les résultats se dégradent progressivement ; l’entraîneur Nicolas Seube puis son remplaçant Bruno Baltazar sont tour à tour remerciés ; et Gérard Prêcheur, nommé directeur sportif en septembre, démissionne dès le mois de janvier. Le 18 février 2025, Michel Der Zakarian est nommé au poste d'entraîneur de l'équipe première.
Le 20 février 2025, quand Kylian Mbappé fait sa première visite au club depuis son acquisition, l'équipe pointe à la dernière place du classement et paraît promis à la relégation. Le 18 avril 2025, le club normand est officiellement relégué en National, championnat que le Stade Malherbe Caen n'avait pas fréquenté depuis 1983,.

## Influence socio-économique

### Renommée

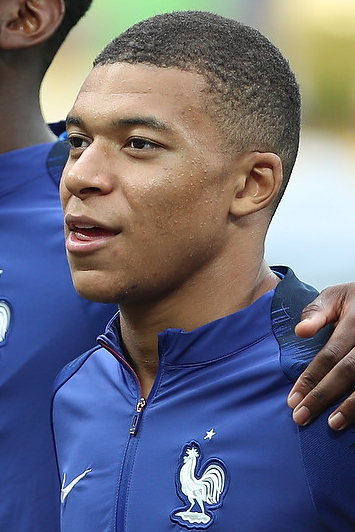
Kylian Mbappé lors du Mondial 2018 en Russie.

En mai 2018, il inaugure sa statue de cire au musée Grévin (Paris). Six ans plus tard (en mai 2024), il inaugure une nouvelle statue de cire pour le musée de Madame Tussaud de Berlin.
Le lendemain de la victoire de l'équipe de France de football lors de la finale de la Coupe du monde 2018, le groupe LEJ a publié une chanson intitulée Liberté, Égalité. Spécialement écrite pour l'occasion, elle rend notamment hommage à Kylian Mbappé.
Le 15 août 2018, Fyre, un rappeur bulgare de 22 ans, publie sur la plateforme YouTube une chanson intitulée Kylian Mbappé, assortie d'un clip, qui rend hommage au footballeur. Ce morceau, entièrement consacré à l'attaquant français, passe relativement inaperçu jusqu'au 9 octobre 2018, date à partir de laquelle il est massivement relayé dans les médias français.
Les rappeurs français Médine et Booba lui consacrent le morceau Kyll la même année. Le titre est un jeu de mots sur son prénom et le verbe tuer (« to kill ») en anglais, et plusieurs passages de la chanson font directement référence à son métissage comme : « Du nègre, de l'algérien font du Kylian Mbappé » ou encore « Mbappé Kylian (Mbappé), Alger, Dakar, c'est la Oumma ». Le clip de la chanson, tourné dans les rues d'Alger, est publié sur la chaîne YouTube de Médine le 7 janvier 2019.
Depuis l'été 2018, les médias et entreprises du monde entier se disputent Kylian Mbappé, à l'image du magazine Time qui le met à la une de son édition Europe Afrique Moyen-Orient le 10 octobre 2018, soulignant la renommée internationale qu'il a acquise à 19 ans, au-delà des connaisseurs du football européen.
Gérant « lui-même » ses réseaux sociaux, Mbappé est depuis 2020, la personnalité française la plus suivie sur Instagram (devant les autres footballeurs Karim Benzema et Paul Pogba),. Alors qu'il compte moins de 6 millions d'abonnés fin 2017, le chiffre passe à 13,3 millions après la Coupe du monde 2018, puis franchit le cap des 50 millions en avril 2021 et enfin celui des 100 millions en mars 2023. En atteignant cette barre symbolique, il intègre le « top 40 » des comptes les plus suivis du monde, dont il est le sixième sportif (derrière les footballeurs Cristiano Ronaldo, Lionel Messi et Neymar, le joueur de cricket Virat Kohli et le basketteur LeBron James),.

### Valorisation économique et revenus professionnels

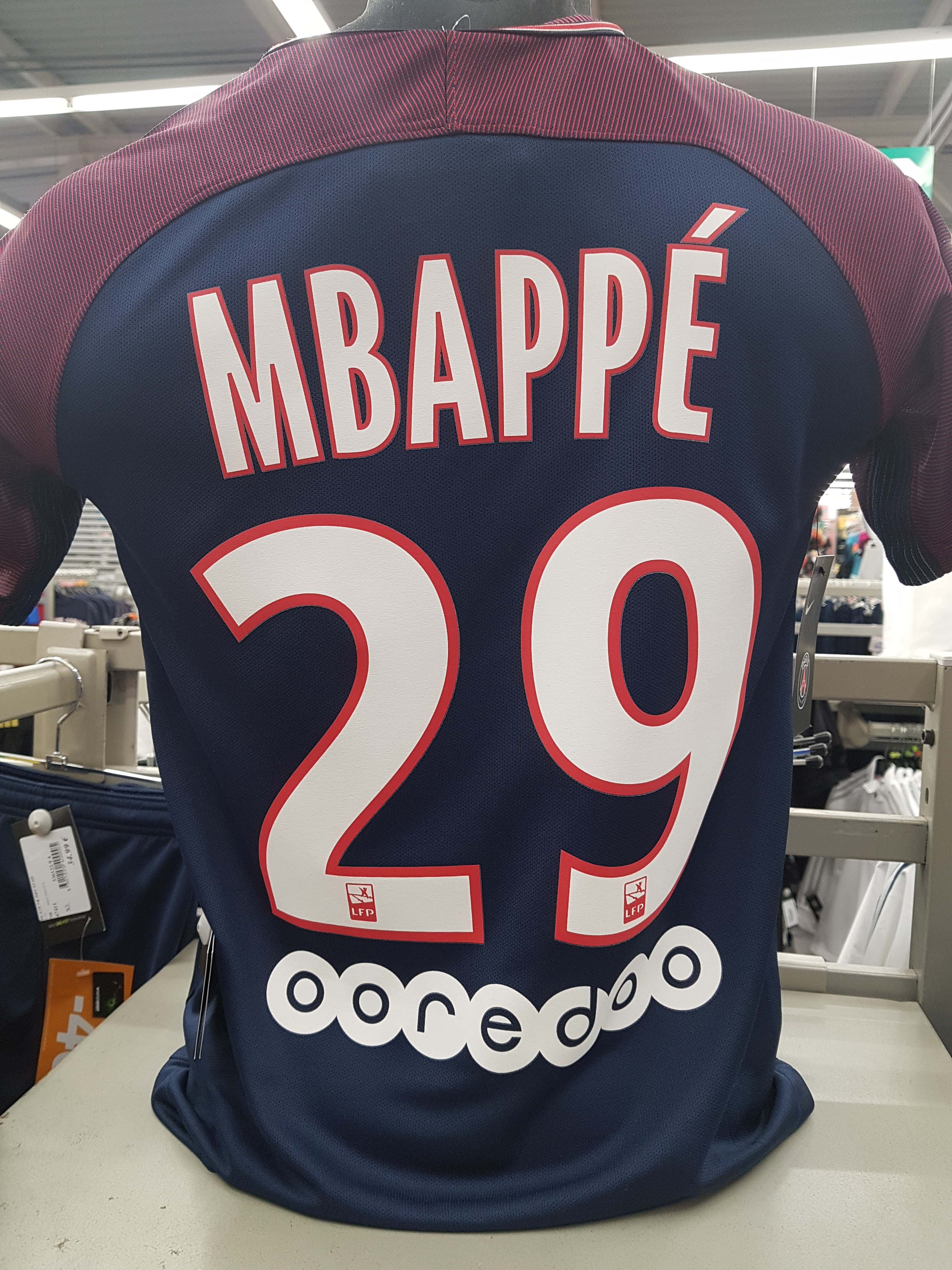
Le maillot domicile de la saison 2017-2018 du Paris Saint-Germain.

Début 2020, Kylian Mbappé est devenu le joueur de football le plus cher du monde, avec une valorisation à 265 millions d'euros.
Avec un revenu annuel de 33,8 M$ (dont 20,8 M$ de salaires et 13 M$ de partenariats), soit 30,5 M€, il est devenu le sportif français qui a le plus gagné en 2019 et le 36e sportif mondial le mieux rémunéré. Il devient le footballeur le mieux payé du monde lors de la saison 2022-2023 avec 131 millions de dollars de revenus (dont 110 millions de salaires et 18 millions de sponsors), devançant Lionel Messi (120 millions) et Cristiano Ronaldo (100 millions) qui se partageaient ce statut durant les huit années précédentes.
Lors des saisons 2018-2019 et 2019-2020, son flocage est le plus vendu sur les maillots du PSG. Il est également le flocage le plus populaire pour les maillots de l'équipe de France de football.
En juillet 2024, Kylian Mbappé, via son fonds d'investissement Coalition Capital, devient actionnaire majoritaire du Stade Malherbe Caen, en rachetant 80 % des parts pour environ 20 millions d'euros.

### Sponsoring et publicités
Alors qu'il est âgé de 10 ans, l'équipementier Nike commence à lui fournir des chaussures de football. En 2013, à 14 ans, Kylian Mbappé signe un contrat de trois ans avec l'entreprise américaine, qu'il prolonge en février 2018. En décembre 2019, la marque lance une collection à son nom, en hommage notamment à la ville de Bondy, intitulée « Bondy Dreams Mercurial Superfly ». L'événement a lieu en présence de 130 jeunes bondynoises et bondynois au stade de France, privatisé pour l'occasion,. Sont également créés par Nike, un spot publicitaire appelé « Love Your Dream Until it Loves You Back » (trad : Aimez vos rêves jusqu'à ce qu'ils vous aiment), retraçant son parcours, ainsi qu'une fresque murale sur un immeuble de Bondy,.
Depuis 2015, son avocate est Delphine Verheyden, spécialisée dans le droit du sport.
Depuis octobre 2018, il est également l'égérie de la marque de haute horlogerie Hublot, ainsi que depuis avril 2019, de Good Goût, une entreprise « 100 % bio » qui opère dans la « nutrition infantile » pour « remettre du goût dans l'assiette des bébés et des enfants ».
En juillet 2020, EA Sports annonce qu'il sera la figure sur la jaquette internationale du jeu vidéo FIFA 21. L'année suivante, il est à nouveau sur la jaquette internationale de FIFA 22.
En décembre 2021, Mbappé annonce qu'il est désormais l'ambassadeur de la marque de luxe Dior, devenant le nouveau visage du parfum Sauvage, ainsi que de la mode masculine au travers des créations du styliste Kim Jones,,.
Présent lors de la draft 2022 de la NBA, il annonce un contrat de partenariat entre la NBA et sa société Zebra Valley, qui pourrait inclure un soutien à la Basketball Africa League, puis il assiste à une rencontre WNBA,.

### Engagements
Depuis qu'il est membre de l'équipe de France (mars 2017), Mbappé reverse l'intégralité de ses primes internationales à des associations.
À partir de juin 2017, il devient le parrain de l'association Premiers de cordée qui propose des initiations sportives aux enfants hospitalisés. Il s'engage également pour la fondation Abbé-Pierre pour le logement des défavorisés, ainsi que Tutti Passeurs d'Arts, association qui vise à initier des enfants sans ressources financières suffisantes à une éducation musicale et culturelle.
En 2019, il rejoint la troupe des Enfoirés. Il réitère sa participation en 2022.
En 2020, un maillot signé par Kylian Mbappé est vendu 160 000 € aux enchères à un acheteur anonyme — certains spéculant qu'il s'agit du joueur lui-même — au profit d'une association vouée aux enfants luttant contre le cancer,.
Depuis 2020, il accompagne 98 jeunes pour les aider à accomplir leur rêve à travers son association Inspired by Kylian Mbappé (IBKM).

### Prises de position
Les prises de position de Kylian ont une audience en rapport avec son statut et il n'hésite pas à s'exprimer ponctuellement sur divers sujets.
Kylian Mbappé dénonce des policiers qui ont tabassé violemment le producteur de musique Michel Zecler à Paris avant de l'embarquer pour un faux motif. Zecler a été sauvé par la présence d'une caméra.
En 2022, une grande marque de spiritueux lui a proposé de l'argent, mais Kylian Mbappé refuse de faire la promotion de l'alcool.
Le 25 mai 2021, il affiche sa vaccination contre le Covid 19 sur Instagram.
Le 8 janvier 2023, il soutient Zinédine Zidane contre les propos discourtois de Noël Le Graët, alors président de la Fédération française de football.
Le 28 juin 2023 il s'exprime via Twitter au sujet de la mort de Nahel qu'il qualifie de « petit ange », propos majoritairement désavoués d'après un sondage Odoxa qui indique une baisse de popularité la semaine suivante.
Le 16 juin 2024, il « se range avec Marcus Thuram », qui venait d'appeler à participer aux prochaines législatives, en mettant en cause le rôle des télévisions favorisant le Rassemblement national (RN), tous deux étant « les premiers à s'être clairement positionnés contre le RN » parmi les Bleus.

## Affaires et polémiques

### Trolls du Paris Saint-Germain
En octobre 2022, une enquête du journal Mediapart révèle que la direction générale du Paris Saint-Germain a mis en place un système de trolls en ligne pour attaquer et insulter les critiques du club sur internet,.
Kylian Mbappé a été personnellement ciblé par ces trolls, lorsqu'il a laissé entendre qu'il pourrait peut-être quitter le club en 2019,.

### Différend financier avec le Paris Saint-Germain
En août 2024, après son départ au Real Madrid, Kylian Mbappé réclame au PSG la somme de 55 millions d'euros d'impayés,, à savoir ses trois derniers mois de salaires ainsi qu’une « prime éthique » (avril, mai, juin) et, en février 2024, l’ultime tiers de sa prime à la signature prévue dans son contrat,.
Le 11 septembre 2024, la commission juridique de la Ligue de football professionnel (LFP) propose une médiation entre les deux parties,, refusée par les représentants du joueur,. Le lendemain, elle rend un jugement favorable à Kylian Mbappé dans le différend qui l'oppose au Paris Saint-Germain et ordonne le club de payer les 55 millions d'euros,,, décision confirmée le 25 octobre par sa commission nationale paritaire d’appel. Cependant, le PSG refuse de payer la somme demandée, et assigne la LFP en justice. Le 11 décembre, une saisine de la commission de discipline de la LFP par le joueur est jugée irrecevable. L'affaire devrait donc être tranchée devant les Prud'hommes.
Le 14 janvier 2025, le journal L'Équipe indique que la Fédération française de football (FFF) n'a pas transmis d'éléments à l'Union des associations européennes de football (UEFA) sur les 55,4 millions d'euros réclamés par l'attaquant français,. Le 21 janvier, le club de la capitale décide d'enregistrer auprès de l'UEFA son contentieux financier de 55,4 millions d'euros avec Kylian Mbappé,.

### Affaire de Stockholm
Le 14 octobre 2024, des médias suédois (Aftonbladet, Expressen et TV4), largement repris en France, révèlent qu'une enquête a été ouverte pour un viol qui serait survenu le 10 octobre dans un hôtel de Stockholm, et avancent que Kylian Mbappé serait impliqué en tant que « raisonnablement suspect », deuxième niveau le plus faible de suspicion dans le droit pénal suédois (sv). L'entourage du joueur dément, parlant de « rumeur calomnieuse » et d'« accusations […] totalement fausses ». Mbappé se dit « particulièrement serein, mais […] éberlué de voir cet emballement médiatique ». Le 12 décembre, le parquet suédois clôt l'enquête faute de preuves,,, sans avoir dévoilé le nom de la plaignante ni celui du suspect, qui n'a été ni informé ni interrogé.

## Style de jeu

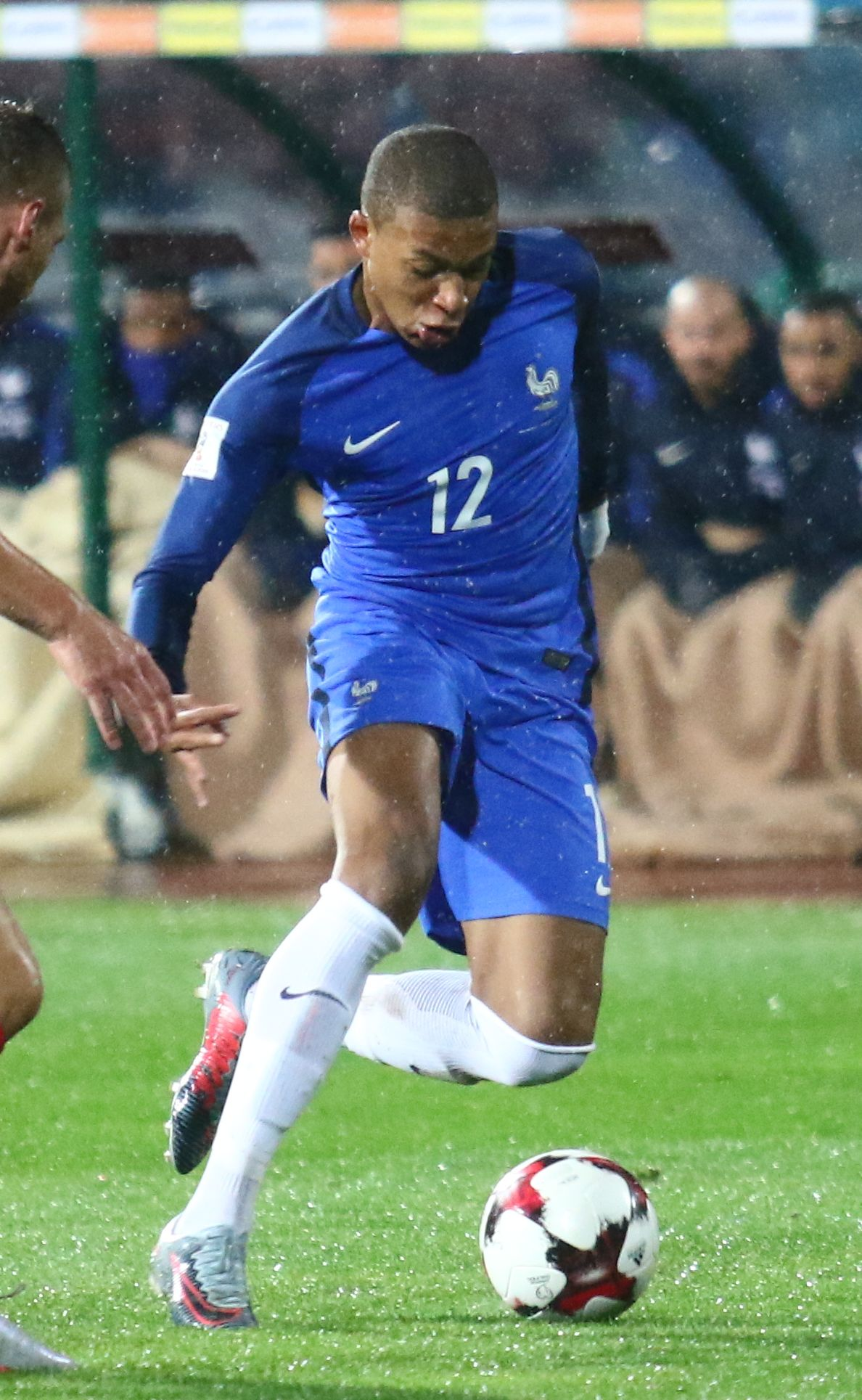
Son style de jeu est comparé à ceux de Thierry Henry et Ronaldo.

Kylian Mbappé peut jouer à tous les postes de l'attaque (gauche, droite, pointe, voire soutien), alliant vitesse et technicité. Sa position de prédilection se situe plutôt sur l'axe gauche, prêt à dégainer avec son pied droit en combinant avec un attaquant plus axial. Il sait particulièrement bien exploiter l'espace dans le dos des adversaires selon Leonardo Jardim, son entraîneur à Monaco, notamment en courant plus vite que les défenseurs, mais aussi grâce à la qualité technique de ses dribbles, y compris en sprintant. Capable d'accélérations fulgurantes, avec une pointe de vitesse à 38 km/h, il est l'un des joueurs les plus rapides du monde et même le plus rapide balle aux pieds selon certaines sources. Il est régulièrement remarqué pour la qualité de ses gestes techniques. C'est un attaquant qui participe peu au travail défensif de récupération de la balle, et de nombreux entraîneurs lui ont fait des reproches sur cet aspect du jeu.
Mbappé est remarqué par la presse française pour son but typique, la spéciale, composé d'un crochet extérieur du pied droit, trompant la défense, suivi rapidement d'un intérieur puissant du même pied en direction du but,.
Il est souvent comparé à Thierry Henry, Ronaldo ou encore, lors de la Coupe du monde 2018, au « roi Pelé », notamment pour les records de précocité qui le rapprochent de ce dernier. En 2019, sa tendance à se replacer comme un attaquant axial au PSG comme en équipe de France, lui vaut d'être comparé à l'avant-centre du club parisien, Pauleta.
Avec l’évolution de sa position sur le terrain, son jeu devient plus altruiste et révèle ses qualités de passeur. Plus jeune joueur à avoir marqué 17 buts en Ligue des champions, il est aussi le meilleur passeur de la compétition entre 2017 et 2020 avec 15 passes décisives.

## Statistiques

### En club
| Saison                | Club                       | Championnat           | Championnat | Championnat | Championnat | Coupe nationale | Coupe nationale | Coupe nationale | Coupe de la Ligue | Coupe de la Ligue | Coupe de la Ligue | Supercoupe | Supercoupe | Supercoupe | Compétition(s) continentale(s) | Compétition(s) continentale(s) | Compétition(s) continentale(s) | Compétition(s) continentale(s) | Supercoupe UEFA | Supercoupe UEFA | Supercoupe UEFA | Autres compétitions | Autres compétitions | Autres compétitions | Autres compétitions | Total | Total | Total |
| Saison                | Club                       | Division              | M.          | B.          | P.d.        | M.              | B.              | P.d.            | M.                | B.                | P.d.              | M.         | B.         | P.d.       | Comp.                          | M.                             | B.                             | P.d.                           | M.              | B.              | P.d.            | Comp.               | M.                  | B.                  | P.d.                | M.    | B.    | P.d.  |
| 2015-2016             | AS Monaco rés.             | CFA                   | 10          | 2           | -           | -               | -               | -               | -                 | -                 | -                 | -          | -          | -          | -                              | -                              | -                              | -                              | -               | -               | -               | -                   | -                   | -                   | -                   | 10    | 2     | 0     |
| 2016-2017             | AS Monaco rés.             | CFA                   | 2           | 2           | -           | -               | -               | -               | -                 | -                 | -                 | -          | -          | -          | -                              | -                              | -                              | -                              | -               | -               | -               | -                   | -                   | -                   | -                   | 2     | 2     | 0     |
| Sous-total            | Sous-total                 | Sous-total            | 12          | 4           | -           | -               | -               | -               | -                 | -                 | -                 | -          | -          | -          | -                              | -                              | -                              | -                              | -               | -               | -               | -                   | -                   | -                   | -                   | 12    | 4     | 0     |
| 2015-2016             | AS Monaco                  | Ligue 1               | 11          | 1           | 1           | 1               | 0               | 0               | 1                 | 0                 | 0                 | -          | -          | -          | C3                             | 1                              | 0                              | 1                              | -               | -               | -               | -                   | -                   | -                   | -                   | 14    | 1     | 2     |
| 2016-2017             | AS Monaco                  | Ligue 1               | 29          | 15          | 8           | 3               | 2               | 3               | 3                 | 3                 | 0                 | -          | -          | -          | C1                             | 9                              | 6                              | 0                              | -               | -               | -               | -                   | -                   | -                   | -                   | 44    | 26    | 11    |
| 2017-2018             | AS Monaco                  | Ligue 1               | 1           | 0           | 0           | -               | -               | -               | -                 | -                 | -                 | 1          | 0          | 0          | -                              | -                              | -                              | -                              | -               | -               | -               | -                   | -                   | -                   | -                   | 2     | 0     | 0     |
| Sous-total            | Sous-total                 | Sous-total            | 41          | 16          | 9           | 4               | 2               | 3               | 4                 | 3                 | 0                 | 1          | 0          | 0          | -                              | 10                             | 6                              | 1                              | -               | -               | -               | -                   | -                   | -                   | -                   | 60    | 27    | 13    |
| 2017-2018             | Paris Saint-Germain (prêt) | Ligue 1               | 27          | 13          | 8           | 5               | 4               | 3               | 4                 | 0                 | 2                 | -          | -          | -          | C1                             | 8                              | 4                              | 3                              | -               | -               | -               | -                   | -                   | -                   | -                   | 44    | 21    | 16    |
| 2018-2019             | Paris Saint-Germain        | Ligue 1               | 29          | 33          | 7           | 4               | 2               | 3               | 2                 | 0                 | 0                 | -          | -          | -          | C1                             | 8                              | 4                              | 5                              | -               | -               | -               | -                   | -                   | -                   | -                   | 43    | 39    | 15    |
| 2019-2020             | Paris Saint-Germain        | Ligue 1               | 20          | 18          | 5           | 3               | 4               | 1               | 3                 | 2                 | 3                 | 1          | 1          | 0          | C1                             | 10                             | 5                              | 5                              | -               | -               | -               | -                   | -                   | -                   | -                   | 37    | 30    | 14    |
| 2020-2021             | Paris Saint-Germain        | Ligue 1               | 31          | 27          | 7           | 5               | 7               | 1               | -                 | -                 | -                 | 1          | 0          | 0          | C1                             | 10                             | 8                              | 3                              | -               | -               | -               | -                   | -                   | -                   | -                   | 47    | 42    | 11    |
| 2021-2022             | Paris Saint-Germain        | Ligue 1               | 35          | 28          | 17          | 3               | 5               | 0               | -                 | -                 | -                 | -          | -          | -          | C1                             | 8                              | 6                              | 4                              | -               | -               | -               | -                   | -                   | -                   | -                   | 46    | 39    | 21    |
| 2022-2023             | Paris Saint-Germain        | Ligue 1               | 34          | 29          | 5           | 1               | 5               | 1               | -                 | -                 | -                 | -          | -          | -          | C1                             | 8                              | 7                              | 3                              | -               | -               | -               | -                   | -                   | -                   | -                   | 43    | 41    | 9     |
| 2023-2024             | Paris Saint-Germain        | Ligue 1               | 29          | 27          | 7           | 6               | 8               | 3               | -                 | -                 | -                 | 1          | 1          | 0          | C1                             | 12                             | 8                              | 0                              | -               | -               | -               | -                   | -                   | -                   | -                   | 48    | 44    | 10    |
| Sous-total            | Sous-total                 | Sous-total            | 205         | 175         | 56          | 27              | 35              | 12              | 9                 | 2                 | 5                 | 3          | 2          | 0          | -                              | 64                             | 42                             | 23                             | -               | -               | -               | -                   | -                   | -                   | -                   | 308   | 256   | 96    |
| 2024-2025             | Real Madrid                | Liga                  | 34          | 31          | 3           | 4               | 2               | 0               | -                 | -                 | -                 | 2          | 1          | 0          | C1                             | 14                             | 7                              | 1                              | 1               | 1               | 0               | CIC+CMC             | 1+3                 | 1+1                 | 1+0                 | 59    | 44    | 5     |
| 2025-2026             | Real Madrid                | Liga                  | 1           | 1           | 0           | -               | -               | -               | -                 | -                 | -                 | -          | -          | -          | C1                             | -                              | -                              | -                              | -               | -               | -               | -                   | -                   | -                   | -                   | 1     | 1     | 0     |
| Sous-total            | Sous-total                 | Sous-total            | 35          | 32          | 3           | 4               | 2               | 0               | -                 | -                 | -                 | 2          | 1          | 0          | -                              | 14                             | 7                              | 1                              | 1               | 1               | 0               | -                   | 4                   | 2                   | 1                   | 60    | 45    | 5     |
| Total sur la carrière | Total sur la carrière      | Total sur la carrière | 293         | 227         | 68          | 35              | 39              | 15              | 13                | 5                 | 5                 | 6          | 3          | 0          | -                              | 88                             | 55                             | 25                             | 1               | 1               | 0               | -                   | 4                   | 2                   | 1                   | 440   | 332   | 114   |

### En sélection nationale
| Saison                | Sélection             | Phases finales         | Phases finales | Phases finales | Phases finales | Éliminatoires CDM | Éliminatoires CDM | Éliminatoires CDM | Éliminatoires EURO | Éliminatoires EURO | Éliminatoires EURO | Ligue Nations UEFA | Ligue Nations UEFA | Ligue Nations UEFA | Matchs amicaux | Matchs amicaux | Matchs amicaux | Total | Total | Total |
| Saison                | Sélection             | Compétition            | M              | B              | Pd             | M                 | B                 | Pd                | M                  | B                  | Pd                 | M                  | B                  | Pd                 | M              | B              | Pd             | M     | B     | Pd    |
| --------------------- | --------------------- | ---------------------- | -------------- | -------------- | -------------- | ----------------- | ----------------- | ----------------- | ------------------ | ------------------ | ------------------ | ------------------ | ------------------ | ------------------ | -------------- | -------------- | -------------- | ----- | ----- | ----- |
| 2016-2017             | France                | -                      | -              | -              | -              | 2                 | 0                 | 0                 | -                  | -                  | -                  | -                  | -                  | -                  | 2              | 0              | 1              | 4     | 0     | 1     |
| 2017-2018             | France                | Coupe du monde 2018    | 7              | 4              | 0              | 4                 | 1                 | 0                 | -                  | -                  | -                  | -                  | -                  | -                  | 7              | 3              | 4              | 18    | 8     | 4     |
| 2018-2019             | France                | -                      | -              | -              | -              | -                 | -                 | -                 | 4                  | 3                  | 3                  | 4                  | 1                  | 0                  | 3              | 1              | 0              | 11    | 5     | 3     |
| 2019-2020             | France                | -                      | -              | -              | -              | -                 | -                 | -                 | 1                  | 0                  | 0                  | -                  | -                  | -                  | -              | -              | -              | 1     | 0     | 0     |
| 2020-2021             | France                | Euro 2020              | 4              | 0              | 1              | 3                 | 0                 | 0                 | -                  | -                  | -                  | 4                  | 2                  | 1                  | 3              | 2              | 2              | 14    | 4     | 4     |
| 2021-2022             | France                | Ligue des nations 2021 | 2              | 2              | 2              | 3                 | 5                 | 2                 | -                  | -                  | -                  | 3                  | 1                  | 0                  | 1              | 2              | 1              | 9     | 10    | 5     |
| 2022-2023             | France                | Coupe du monde 2022    | 7              | 8              | 2              | -                 | -                 | -                 | 4                  | 4                  | 1                  | 2                  | 1                  | 0                  | -              | -              | -              | 13    | 13    | 3     |
| 2023-2024             | France                | Euro 2024              | 5              | 1              | 1              | -                 | -                 | -                 | 4                  | 5                  | 5                  | -                  | -                  | -                  | 5              | 2              | 4              | 14    | 8     | 10    |
| 2024-2025             | France                | Ligue des nations 2025 | 2              | 2              | 2              | -                 | -                 | -                 | -                  | -                  | -                  | 4                  | 0                  | 0                  | -              | -              | -              | 6     | 2     | 2     |
| Total sur la carrière | Total sur la carrière | Total sur la carrière  | 27             | 17             | 8              | 12                | 6                 | 2                 | 13                 | 12                 | 9                  | 17                 | 5                  | 1                  | 21             | 10             | 12             | 90    | 50    | 32    |

#### Matchs internationaux
| Matchs internationaux de Kylian Mbappé | Matchs internationaux de Kylian Mbappé | Matchs internationaux de Kylian Mbappé                | Matchs internationaux de Kylian Mbappé | Matchs internationaux de Kylian Mbappé | Matchs internationaux de Kylian Mbappé         | Matchs internationaux de Kylian Mbappé                                                |
|                                        | Date                                   | Lieu                                                  | Adversaire                             | Résultat                               | Compétition                                    | Notes                                                                                 |
| -------------------------------------- | -------------------------------------- | ----------------------------------------------------- | -------------------------------------- | -------------------------------------- | ---------------------------------------------- | ------------------------------------------------------------------------------------- |
| 1.                                     | 25 mars 2017                           | Josy-Barthel, Luxembourg, Luxembourg                  | Luxembourg                             | 3 - 1                                  | Éliminatoires de la Coupe du monde 2018        | Entre en jeu à la place de Dimitri Payet à la 78e minute de jeu.                      |
| 2.                                     | 28 mars 2017                           | Stade de France, Saint-Denis, France                  | Espagne                                | 0 - 2                                  | Match amical                                   | Titulaire, remplacé par Olivier Giroud à la 64e minute de jeu.                        |
| 3.                                     | 9 juin 2017                            | Friends Arena, Solna, Suède                           | Suède                                  | 2 - 1                                  | Élimininatoires de la Coupe du monde 2018      | Entre en jeu à la place d'Antoine Griezmann à la 75e minute de jeu.                   |
| 4.                                     | 13 juin 2017                           | Stade de France, Saint-Denis, France                  | Angleterre                             | 3 - 2                                  | Match amical                                   | Titulaire.                                                                            |
| 5.                                     | 31 août 2017                           | Stade de France, Saint-Denis, France                  | Pays-Bas                               | 4 - 0                                  | Élimininatoires de la Coupe du monde 2018      | Entre en jeu à la place d'Olivier Giroud à la 75e minute de jeu, puis buteur.         |
| 6.                                     | 3 septembre 2017                       | Stadium de Toulouse, Toulouse, France                 | Luxembourg                             | 0 - 0                                  | Élimininatoires de la Coupe du monde 2018      | Titulaire, remplacé par Kingsley Coman à la 59e minute de jeu.                        |
| 7.                                     | 7 octobre 2017                         | Stade national Vassil-Levski, Sofia, Bulgarie         | Bulgarie                               | 1 - 0                                  | Élimininatoires de la Coupe du monde 2018      | Titulaire, remplacé par Olivier Giroud à la 84e minute de jeu.                        |
| 8.                                     | 10 octobre 2017                        | Stade de France, Saint-Denis, France                  | Biélorussie                            | 2 - 1                                  | Élimininatoires de la Coupe du monde 2018      | Entre en jeu à la place de Kingsley Coman à la 61e minute de jeu.                     |
| 9.                                     | 10 novembre 2017                       | Stade de France, Saint-Denis, France                  | Pays de Galles                         | 2 - 0                                  | Match amical                                   | Titulaire, remplacé par Florian Thauvin à la 84e minute de jeu.                       |
| 10.                                    | 14 novembre 2017                       | RheinEnergieStadion, Cologne, Allemagne               | Allemagne                              | 2 - 2                                  | Match amical                                   | Titulaire.                                                                            |
| 11.                                    | 23 mars 2018                           | Stade de France, Saint-Denis, France                  | Colombie                               | 2 - 3                                  | Match amical                                   | Titulaire, remplacé par Ousmane Dembélé à la 66e minute de jeu.                       |
| 12.                                    | 27 mars 2018                           | Stade de Saint-Pétersbourg, Saint-Pétersbourg, Russie | Russie                                 | 1 - 3                                  | Match amical                                   | Titulaire et double buteur, remplacé par Thomas Lemar à la 86e minute de jeu.         |
| 13.                                    | 28 mai 2018                            | Stade de France, Saint-Denis, France                  | République d'Irlande                   | 2 - 0                                  | Match amical                                   | Titulaire, remplacé par Ousmane Dembélé à la 77e minute de jeu.                       |
| 14.                                    | 1er juin 2018                          | Allianz Riviera, Nice, France                         | Italie                                 | 3 - 1                                  | Match amical                                   | Titulaire, remplacé par Florian Thauvin à la 83e minute de jeu.                       |
| 15.                                    | 9 juin 2018                            | Parc Olympique lyonnais, Décines-Charpieu, France     | États-Unis                             | 1 - 1                                  | Match amical                                   | Titulaire et buteur, remplacé par Thomas Lemar à la 88e minute de jeu.                |
| 16.                                    | 16 juin 2018                           | Kazan Arena, Kazan, Russie                            | Australie                              | 2 - 1                                  | Coupe du monde 2018                            | Titulaire.                                                                            |
| 17.                                    | 21 juin 2018                           | Stade central, Iekaterinbourg, Russie                 | Pérou                                  | 1 - 0                                  | Coupe du monde 2018                            | Titulaire et buteur, remplacé par Ousmane Dembélé à la 74e minute de jeu.             |
| 18.                                    | 26 juin 2018                           | Stade Loujniki, Moscou, Russie                        | Danemark                               | 0 - 0                                  | Coupe du monde 2018                            | Entre en jeu à la place d'Ousmane Dembélé à la 78e minute de jeu.                     |
| 19.                                    | 30 juin 2018                           | Kazan Arena, Kazan, Russie                            | Argentine                              | 4 - 3                                  | Coupe du monde 2018                            | Titulaire et double buteur, remplacé par Florian Thauvin à la 89e minute de jeu.      |
| 20.                                    | 6 juillet 2018                         | Stade de Nijni Novgorod, Nijni-Novgorod, Russie       | Uruguay                                | 2 - 0                                  | Coupe du monde 2018                            | Titulaire, remplacé par Ousmane Dembélé à la 88e minute de jeu.                       |
| 21.                                    | 10 juillet 2018                        | Gazprom Arena, Saint-Pétersbourg, Russie              | Belgique                               | 1 - 0                                  | Coupe du monde 2018                            | Titulaire.                                                                            |
| 22.                                    | 15 juillet 2018                        | Stade Loujniki, Moscou, Russie                        | Croatie                                | 4 - 2                                  | Coupe du monde 2018                            | Titulaire et buteur.                                                                  |
| 23.                                    | 6 septembre 2018                       | Allianz Arena, Munich, Allemagne                      | Allemagne                              | 0 - 0                                  | Ligue des nations 2018-2019                    | Titulaire.                                                                            |
| 24.                                    | 9 septembre 2018                       | Stade de France, Saint-Denis, France                  | Pays-Bas                               | 2 - 1                                  | Ligue des nations 2018-2019                    | Titulaire et buteur.                                                                  |
| 25.                                    | 11 octobre 2018                        | Stade de Roudourou, Guingamp, France                  | Islande                                | 2 - 2                                  | Match amical                                   | Entre en jeu à la place d'Antoine Griezmann à la 60e minute de jeu, puis buteur.      |
| 26.                                    | 16 octobre 2018                        | Stade de France, Saint-Denis, France                  | Allemagne                              | 2 - 1                                  | Ligue des nations 2018-2019                    | Titulaire, remplacé par Ousmane Dembélé à la 86e minute de jeu.                       |
| 27.                                    | 16 novembre 2018                       | Stade Feijenoord, Rotterdam, Pays-Bas                 | Pays-Bas                               | 0 - 2                                  | Ligue des nations 2018-2019                    | Titulaire.                                                                            |
| 28.                                    | 20 novembre 2018                       | Stade de France, Saint-Denis, France                  | Uruguay                                | 1 - 0                                  | Match amical                                   | Titulaire, remplacé par Florian Thauvin à la 36e minute de jeu.                       |
| 29.                                    | 22 mars 2019                           | Stade Zimbru, Chișinău, Moldavie                      | Moldavie                               | 4 - 1                                  | Éliminatoires de l'Euro 2020                   | Titulaire et buteur.                                                                  |
| 30.                                    | 25 mars 2019                           | Stade de France, Saint-Denis, France                  | Islande                                | 4 - 0                                  | Éliminatoires de l'Euro 2020                   | Titulaire et buteur.                                                                  |
| 31.                                    | 2 juin 2019                            | Stade de la Beaujoire, Nantes, France                 | Bolivie                                | 2 - 0                                  | Match amical                                   | Titulaire, remplacé par Wissam Ben Yedder à la 45e minute de jeu.                     |
| 32.                                    | 8 juin 2019                            | Konya Büyükşehir Belediye Stadyumu, Konya, Turquie    | Turquie                                | 2 – 0                                  | Éliminatoires de l'Euro 2020                   | Titulaire.                                                                            |
| 33.                                    | 11 juin 2019                           | Estadi Nacional, Andorre-la-Vieille, Andorre          | Andorre                                | 4 - 0                                  | Éliminatoires de l'Euro 2020                   | Titulaire et buteur.                                                                  |
| 34.                                    | 14 novembre 2019                       | Stade de France, Saint-Denis, France                  | Moldavie                               | 2 - 1                                  | Éliminatoires de l'Euro 2020                   | Titulaire.                                                                            |
| 35.                                    | 5 septembre 2020                       | Friends Arena, Solna, Suède                           | Suède                                  | 1 - 0                                  | Ligue des nations 2020-2021                    | Titulaire et buteur, remplacé par Anthony Martial à la 77e minute de jeu.             |
| 36.                                    | 7 octobre 2020                         | Stade de France, Saint-Denis, France                  | Ukraine                                | 7 - 1                                  | Match amical                                   | Entre en jeu à la place d'Anthony Martial à la 45e minute de jeu, puis buteur.        |
| 37.                                    | 11 octobre 2020                        | Stade de France, Saint-Denis, France                  | Portugal                               | 0 - 0                                  | Ligue des nations 2020-2021                    | Titulaire, remplacé par Kingsley Coman à la 84e minute de jeu.                        |
| 38.                                    | 14 octobre 2020                        | Stade Maksimir, Zagreb, Croatie                       | Croatie                                | 2 - 1                                  | Ligue des nations 2020-2021                    | Titulaire et buteur.                                                                  |
| 39.                                    | 17 novembre 2020                       | Stade de France, Saint-Denis, France                  | Suède                                  | 4 - 2                                  | Ligue des nations 2020-2021                    | Entre en jeu à la place de Marcus Thuram à la 58e minute de jeu.                      |
| 40.                                    | 24 mars 2021                           | Stade de France, Saint-Denis, France                  | Ukraine                                | 1 - 1                                  | Éliminatoires de la Coupe du monde 2022        | Titulaire, remplacé par Anthony Martial à la 77e minute de jeu.                       |
| 41.                                    | 28 mars 2021                           | Astana Arena, Nour-Soultan, Kazakhstan                | Kazakhstan                             | 0 - 2                                  | Éliminatoires de la Coupe du monde 2022        | Entre en jeu à la place d'Anthony Martial à la 59e minute de jeu.                     |
| 42.                                    | 31 mars 2021                           | Stade Grbavica, Sarajevo, Bosnie-Herzégovine          | Bosnie-Herzégovine                     | 0 - 1                                  | Éliminatoires de la Coupe du monde 2022        | Titulaire.                                                                            |
| 43.                                    | 2 juin 2021                            | Allianz Riviera, Nice, France                         | Pays de Galles                         | 3 - 0                                  | Match amical                                   | Titulaire et buteur, remplacé par Ousmane Dembélé à la 73e minute de jeu.             |
| 44.                                    | 8 juin 2021                            | Stade de France, Saint-Denis, France                  | Bulgarie                               | 3 - 0                                  | Match amical                                   | Titulaire, remplacé par Wissam Ben Yedder à la 84e minute de jeu.                     |
| 45.                                    | 15 juin 2021                           | Allianz Arena, Munich, Allemagne                      | Allemagne                              | 1 - 0                                  | Euro 2020                                      | Titulaire.                                                                            |
| 46.                                    | 19 juin 2021                           | Stade Ferenc-Puskás, Budapest, Hongrie                | Hongrie                                | 1 - 1                                  | Euro 2020                                      | Titulaire.                                                                            |
| 47.                                    | 23 juin 2021                           | Stade Ferenc-Puskás, Budapest, Hongrie                | Portugal                               | 2 - 2                                  | Euro 2020                                      | Titulaire.                                                                            |
| 48.                                    | 28 juin 2021                           | Arena Națională, Bucarest, Roumanie                   | Suisse                                 | 3 - 3 4-5 t.a.b                        | Euro 2020                                      | Titulaire.                                                                            |
| 49.                                    | 1er septembre 2021                     | Stade de la Meinau, Strasbourg, France                | Bosnie-Herzégovine                     | 1 - 1                                  | Éliminatoires de la Coupe du monde 2022        | Titulaire, remplacé par Moussa Diaby à la 90e minute de jeu.                          |
| 50.                                    | 7 octobre 2021                         | Juventus Stadium, Turin, Italie                       | Belgique                               | 3 - 2                                  | Phase finale de la Ligue des nations 2020-2021 | Titulaire et buteur.                                                                  |
| 51.                                    | 10 octobre 2021                        | Stade San Siro, Milan, Italie                         | Espagne                                | 1 - 2                                  | Phase finale de la Ligue des nations 2020-2021 | Titulaire et buteur.                                                                  |
| 52.                                    | 13 novembre 2021                       | Parc des Princes, Paris, France                       | Kazakhstan                             | 8 - 0                                  | Éliminatoires de la Coupe du monde 2022        | Titulaire et quadruple buteur, remplacé par Wissam Ben Yedder à la 88e minute de jeu. |
| 53.                                    | 16 novembre 2021                       | Stade olympique d'Helsinki, Helsinki, Finlande        | Finlande                               | 0 - 2                                  | Éliminatoires de la Coupe du monde 2022        | Titulaire et buteur.                                                                  |
| 54.                                    | 29 mars 2022                           | Stade Pierre-Mauroy, Villeneuve-d'Ascq, France        | Afrique du Sud                         | 5 - 0                                  | Match amical                                   | Titulaire et double buteur.                                                           |
| 55.                                    | 3 juin 2022                            | Stade de France, Saint-Denis, France                  | Danemark                               | 1 - 2                                  | Ligue des nations 2022-2023                    | Titulaire, remplacé par Christopher Nkunku à la 46e minute de jeu.                    |
| 56.                                    | 10 juin 2022                           | Stade Ernst-Happel, Vienne, Autriche                  | Autriche                               | 1 - 1                                  | Ligue des nations 2022-2023                    | Entre en jeu à la place d'Antoine Griezmann à la 63e minute de jeu, puis buteur.      |
| 57.                                    | 13 juin 2022                           | Stade de France, Saint-Denis, France                  | Croatie                                | 0 - 1                                  | Ligue des nations 2022-2023                    | Titulaire.                                                                            |
| 58.                                    | 22 septembre 2022                      | Stade de France, Saint-Denis, France                  | Autriche                               | 2 - 0                                  | Ligue des nations 2022-2023                    | Titulaire et buteur, remplacé par Randal Kolo Muani à la 90e minute de jeu.           |
| 59.                                    | 25 septembre 2022                      | Parken Stadium, Copenhague, Danemark                  | Danemark                               | 2 - 0                                  | Ligue des nations 2022-2023                    | Titulaire.                                                                            |
| 60.                                    | 22 novembre 2022                       | Stade Al-Janoub, Al Wakrah, Qatar                     | Australie                              | 4 - 1                                  | Coupe du monde 2022                            | Titulaire et buteur.                                                                  |
| 61.                                    | 26 novembre 2022                       | Stade 974, Doha, Qatar                                | Danemark                               | 2 - 1                                  | Coupe du monde 2022                            | Titulaire et double buteur.                                                           |
| 62.                                    | 30 novembre 2022                       | Stade Education City, Al Rayyan, Qatar                | Tunisie                                | 1 - 0                                  | Coupe du monde 2022                            | Entre en jeu à la place de Jordan Veretout à la 63e minute de jeu.                    |
| 63.                                    | 4 décembre 2022                        | Stade Al-Thumama, Doha, Qatar                         | Pologne                                | 3 - 1                                  | Coupe du monde 2022                            | Titulaire et double buteur.                                                           |
| 64.                                    | 10 décembre 2022                       | Stade Al-Bayt, Al-Khor, Qatar                         | Angleterre                             | 1 - 2                                  | Coupe du monde 2022                            | Titulaire.                                                                            |
| 65.                                    | 14 décembre 2022                       | Stade Al-Bayt, Al-Khor, Qatar                         | Maroc                                  | 2 - 0                                  | Coupe du monde 2022                            | Titulaire.                                                                            |
| 66.                                    | 18 décembre 2022                       | Stade de Lusail, Lusail, Qatar                        | Argentine                              | 3 - 3 4-2 t.a.b                        | Coupe du monde 2022                            | Titulaire et triple buteur.                                                           |
| 67.                                    | 24 mars 2023                           | Stade de France, Saint-Denis, France                  | Pays-Bas                               | 4 - 0                                  | Éliminatoires de l'Euro 2024                   | Titulaire et double buteur.                                                           |
| 68.                                    | 27 mars 2023                           | Aviva Stadium, Dublin, Irlande                        | République d'Irlande                   | 0 - 1                                  | Éliminatoires de l'Euro 2024                   | Titulaire.                                                                            |
| 69.                                    | 16 juin 2023                           | Stade de l'Algarve, Almancil, Portugal                | Gibraltar                              | 0 - 3                                  | Éliminatoires de l'Euro 2024                   | Titulaire et buteur.                                                                  |
| 70.                                    | 19 juin 2023                           | Stade de France, Saint-Denis, France                  | Grèce                                  | 1 - 0                                  | Éliminatoires de l'Euro 2024                   | Titulaire et buteur.                                                                  |
| 71.                                    | 7 septembre 2023                       | Parc des Princes, Paris, France                       | République d'Irlande                   | 2 - 0                                  | Éliminatoires de l'Euro 2024                   | Titulaire.                                                                            |
| 72.                                    | 13 octobre 2023                        | Johan Cruyff Arena, Amsterdam, Pays-Bas               | Pays-Bas                               | 1 - 2                                  | Éliminatoires de l'Euro 2024                   | Titulaire et double buteur.                                                           |
| 73.                                    | 17 octobre 2023                        | Stade Pierre-Mauroy, Villeneuve-d'Ascq, France        | Écosse                                 | 4 - 1                                  | Match amical                                   | Titulaire et buteur, remplacé par Randal Kolo Muani à la 87e minute de jeu.           |
| 74.                                    | 18 novembre 2023                       | Allianz Riviera, Nice, France                         | Gibraltar                              | 14 - 0                                 | Éliminatoires de l'Euro 2024                   | Titulaire et triple buteur.                                                           |
| 75.                                    | 21 novembre 2023                       | Stade Agiá Sofiá, Athènes, Grèce                      | Grèce                                  | 2 - 2                                  | Éliminatoires de l'Euro 2024                   | Entre en jeu à la place de Randal Kolo Muani à la 64e minute de jeu.                  |
| 76.                                    | 23 mars 2024                           | Parc Olympique lyonnais, Décines-Charpieu, France     | Allemagne                              | 0 - 2                                  | Match amical                                   | Titulaire.                                                                            |
| 77.                                    | 26 mars 2024                           | Stade Vélodrome, Marseille, France                    | Chili                                  | 3 - 2                                  | Match amical                                   | Titulaire.                                                                            |
| 78.                                    | 5 juin 2024                            | Stade Saint-Symphorien, Longeville-lès-Metz, France   | Luxembourg                             | 3 - 0                                  | Match amical                                   | Titulaire et buteur.                                                                  |
| 79.                                    | 9 juin 2024                            | Matmut Atlantique, Bordeaux, France                   | Canada                                 | 0 - 0                                  | Match amical                                   | Entre en jeu à la place d’Ousmane Dembélé à la 74e minute de jeu.                     |
| 80.                                    | 17 juin 2024                           | Düsseldorf Arena, Düsseldorf, Allemagne               | Autriche                               | 0 - 1                                  | Euro 2024                                      | Titulaire, remplacé par Olivier Giroud à la 90e minute de jeu.                        |
| 81.                                    | 25 juin 2024                           | BVB Stadion Dortmund, Dortmund, Allemagne             | Pologne                                | 1 - 1                                  | Euro 2024                                      | Titulaire et buteur.                                                                  |
| 82.                                    | 1er juillet 2024                       | Düsseldorf Arena, Düsseldorf, Allemagne               | Belgique                               | 1 - 0                                  | Euro 2024                                      | Titulaire.                                                                            |
| 83.                                    | 5 juillet 2024                         | Volksparkstadion, Hambourg, Allemagne                 | Portugal                               | 0 - 0 3-5 t.a.b                        | Euro 2024                                      | Titulaire, remplacé par Bradley Barcola à la 106e minute de jeu.                      |
| 84.                                    | 9 juillet 2024                         | Munich Football Arena, Munich, Allemagne              | Espagne                                | 2 - 1                                  | Euro 2024                                      | Titulaire.                                                                            |
| 85.                                    | 6 septembre 2024                       | Parc des Princes, Paris, France                       | Italie                                 | 1 - 3                                  | Ligue des nations 2024-2025                    | Titulaire.                                                                            |
| 86.                                    | 9 septembre 2024                       | Parc Olympique lyonnais, Décines-Charpieu, France     | Belgique                               | 2 - 0                                  | Ligue des nations 2024-2025                    | Entre en jeu à la place de Randal Kolo Muani à la 67e minute de jeu.                  |
| 87.                                    | 20 mars 2025                           | Stade de Poljud, Split, Croatie                       | Croatie                                | 2 - 0                                  | Ligue des nations 2024-2025                    | Titulaire.                                                                            |
| 88.                                    | 23 mars 2025                           | Stade de France, Saint-Denis, France                  | Croatie                                | 2 - 0 5-4 t.a.b                        | Ligue des nations 2024-2025                    | Titulaire.                                                                            |
| 89.                                    | 5 juin 2025                            | MHPArena, Stuttgart, Allemagne                        | Espagne                                | 5 - 4                                  | Ligue des nations 2024-2025                    | Titulaire et buteur.                                                                  |
| 90.                                    | 8 juin 2025                            | MHPArena, Stuttgart, Allemagne                        | Allemagne                              | 0 - 2                                  | Ligue des nations 2024-2025                    | Titulaire et buteur.                                                                  |

#### Buts internationaux
| Buts internationaux de Kylian Mbappé | Buts internationaux de Kylian Mbappé | Buts internationaux de Kylian Mbappé                  | Buts internationaux de Kylian Mbappé | Buts internationaux de Kylian Mbappé | Buts internationaux de Kylian Mbappé           | Buts internationaux de Kylian Mbappé | Buts internationaux de Kylian Mbappé | Buts internationaux de Kylian Mbappé |
|                                      | Date                                 | Lieu                                                  | Adversaire                           | Résultat                             | Compétition                                    | Notes                                | Notes                                | Sel.                                 |
| ------------------------------------ | ------------------------------------ | ----------------------------------------------------- | ------------------------------------ | ------------------------------------ | ---------------------------------------------- | ------------------------------------ | ------------------------------------ | ------------------------------------ |
| 1.                                   | 31 août 2017                         | Stade de France, Saint-Denis, France                  | Pays-Bas                             | 4 - 0                                | Éliminatoires de la Coupe du monde 2018        | 4 - 0                                | 90+1e du pied droit                  | 5e                                   |
| 2.                                   | 27 mars 2018                         | Stade de Saint-Pétersbourg, Saint-Pétersbourg, Russie | Russie                               | 1 - 3                                | Match amical                                   | 0 - 1                                | 40e du pied droit                    | 12e                                  |
| 3.                                   | 27 mars 2018                         | Stade de Saint-Pétersbourg, Saint-Pétersbourg, Russie | Russie                               | 1 - 3                                | Match amical                                   | 1 - 3                                | 83e du pied droit                    | 12e                                  |
| 4.                                   | 9 juin 2018                          | Parc Olympique lyonnais, Décines-Charpieu, France     | États-Unis                           | 1 - 1                                | Match amical                                   | 1 - 1                                | 78e du pied droit                    | 15e                                  |
| 5.                                   | 21 juin 2018                         | Iekaterinbourg Arena, Iekaterinbourg, Russie          | Pérou                                | 1 - 0                                | Coupe du monde 2018                            | 1 - 0                                | 34e du pied droit                    | 17e                                  |
| 6.                                   | 30 juin 2018                         | Kazan Arena, Kazan, Russie                            | Argentine                            | 4 - 3                                | Coupe du monde 2018                            | 3 - 2                                | 64e du pied gauche                   | 19e                                  |
| 7.                                   | 30 juin 2018                         | Kazan Arena, Kazan, Russie                            | Argentine                            | 4 - 3                                | Coupe du monde 2018                            | 4 - 2                                | 68e du pied droit                    | 19e                                  |
| 8.                                   | 15 juillet 2018                      | Stade Loujniki, Moscou, Russie                        | Croatie                              | 4 - 2                                | Coupe du monde 2018                            | 4 - 1                                | 65e du pied droit                    | 22e                                  |
| 9.                                   | 9 septembre 2018                     | Stade de France, Saint-Denis, France                  | Pays-Bas                             | 2 - 1                                | Ligue des nations 2018-2019                    | 1 - 0                                | 14e du pied droit                    | 24e                                  |
| 10.                                  | 11 octobre 2018                      | Stade de Roudourou, Guingamp, France                  | Islande                              | 2 - 2                                | Match amical                                   | 2 - 2                                | 90e du pied droit (pen)              | 25e                                  |
| 11.                                  | 22 mars 2019                         | Stade Zimbru, Chișinău, Moldavie                      | Moldavie                             | 1 - 4                                | Éliminatoires de l'Euro 2020                   | 0 - 4                                | 87e du pied droit                    | 29e                                  |
| 12.                                  | 25 mars 2019                         | Stade de France, Saint-Denis, France                  | Islande                              | 4 - 0                                | Éliminatoires de l'Euro 2020                   | 3 - 0                                | 78e du pied droit                    | 30e                                  |
| 13.                                  | 11 juin 2019                         | Estadi Nacional, Andorre-la-Vieille, Andorre          | Andorre                              | 1 - 4                                | Éliminatoires de l'Euro 2020                   | 0 - 1                                | 11e du pied droit                    | 33e                                  |
| 14.                                  | 5 septembre 2020                     | Friends Arena, Solna, Suède                           | Suède                                | 0 - 1                                | Ligue des nations 2020-2021                    | 0 - 1                                | 41e du pied gauche                   | 35e                                  |
| 15.                                  | 7 octobre 2020                       | Stade de France, Saint-Denis, France                  | Ukraine                              | 7 - 1                                | Match amical                                   | 6 - 1                                | 82e du pied droit                    | 36e                                  |
| 16.                                  | 14 octobre 2020                      | Stade Maksimir, Zagreb, Croatie                       | Croatie                              | 1 - 2                                | Ligue des nations 2020-2021                    | 1 - 2                                | 79e du pied droit                    | 38e                                  |
| 17.                                  | 2 juin 2021                          | Allianz Riviera, Nice, France                         | Pays de Galles                       | 3 - 0                                | Match amical                                   | 1 - 0                                | 35e du pied droit                    | 43e                                  |
| 18.                                  | 7 octobre 2021                       | Juventus Stadium, Turin, Italie                       | Belgique                             | 2 - 3                                | Phase finale de la Ligue des nations 2020-2021 | 2 - 2                                | 69e du pied droit (pen)              | 50e                                  |
| 19.                                  | 10 octobre 2021                      | Stade San Siro, Milan, Italie                         | Espagne                              | 1 - 2                                | Phase finale de la Ligue des nations 2020-2021 | 1 - 2                                | 79e du pied gauche                   | 51e                                  |
| 20.                                  | 13 novembre 2021                     | Parc des Princes, Paris, France                       | Kazakhstan                           | 8 - 0                                | Éliminatoires de la Coupe du monde 2022        | 1 - 0                                | 6e du pied droit                     | 52e                                  |
| 21.                                  | 13 novembre 2021                     | Parc des Princes, Paris, France                       | Kazakhstan                           | 8 - 0                                | Éliminatoires de la Coupe du monde 2022        | 2 - 0                                | 12e du pied droit                    | 52e                                  |
| 22.                                  | 13 novembre 2021                     | Parc des Princes, Paris, France                       | Kazakhstan                           | 8 - 0                                | Éliminatoires de la Coupe du monde 2022        | 3 - 0                                | 32e de la tête                       | 52e                                  |
| 23.                                  | 13 novembre 2021                     | Parc des Princes, Paris, France                       | Kazakhstan                           | 8 - 0                                | Éliminatoires de la Coupe du monde 2022        | 8 - 0                                | 87e du pied droit                    | 52e                                  |
| 24.                                  | 16 novembre 2021                     | Stade olympique d'Helsinki, Helsinki, Finlande        | Finlande                             | 0 - 2                                | Éliminatoires de la Coupe du monde 2022        | 0 - 2                                | 76e du pied droit                    | 53e                                  |
| 25.                                  | 29 mars 2022                         | Stade Pierre-Mauroy, Villeneuve-d'Ascq, France        | Afrique du Sud                       | 5 - 0                                | Match amical                                   | 1 - 0                                | 23e du pied droit                    | 54e                                  |
| 26.                                  | 29 mars 2022                         | Stade Pierre-Mauroy, Villeneuve-d'Ascq, France        | Afrique du Sud                       | 5 - 0                                | Match amical                                   | 3 - 0                                | 76e du pied droit (pen)              | 54e                                  |
| 27.                                  | 10 juin 2022                         | Stade Ernst-Happel, Vienne, Autriche                  | Autriche                             | 1 - 1                                | Ligue des nations 2022-2023                    | 1 - 1                                | 83e du pied gauche                   | 56e                                  |
| 28.                                  | 22 septembre 2022                    | Stade de France, Saint-Denis, France                  | Autriche                             | 2 - 0                                | Ligue des nations 2022-2023                    | 1 - 0                                | 56e du pied droit                    | 58e                                  |
| 29.                                  | 22 novembre 2022                     | Stade Al-Janoub, Al Wakrah, Qatar                     | Australie                            | 4 - 1                                | Coupe du monde 2022                            | 3 - 1                                | 68e de la tête                       | 60e                                  |
| 30.                                  | 26 novembre 2022                     | Stade 974, Doha, Qatar                                | Danemark                             | 2 - 1                                | Coupe du monde 2022                            | 1 - 0                                | 61e du pied droit                    | 61e                                  |
| 31.                                  | 26 novembre 2022                     | Stade 974, Doha, Qatar                                | Danemark                             | 2 - 1                                | Coupe du monde 2022                            | 2 - 1                                | 86e de la cuisse droite              | 61e                                  |
| 32.                                  | 4 décembre 2022                      | Stade Al-Thumama, Doha, Qatar                         | Pologne                              | 3 - 1                                | Coupe du monde 2022                            | 2 - 0                                | 74e du pied droit                    | 63e                                  |
| 33.                                  | 4 décembre 2022                      | Stade Al-Thumama, Doha, Qatar                         | Pologne                              | 3 - 1                                | Coupe du monde 2022                            | 3 - 0                                | 90+1e du pied droit                  | 63e                                  |
| 34.                                  | 18 décembre 2022                     | Stade de Lusail, Lusail, Qatar                        | Argentine                            | 3 - 3                                | Coupe du monde 2022                            | 2 - 1                                | 80e du pied droit (pen)              | 66e                                  |
| 35.                                  | 18 décembre 2022                     | Stade de Lusail, Lusail, Qatar                        | Argentine                            | 3 - 3                                | Coupe du monde 2022                            | 2 - 2                                | 81e du pied droit                    | 66e                                  |
| 36.                                  | 18 décembre 2022                     | Stade de Lusail, Lusail, Qatar                        | Argentine                            | 3 - 3                                | Coupe du monde 2022                            | 3 - 3                                | 118e du pied droit (pen)             | 66e                                  |
| 37.                                  | 24 mars 2023                         | Stade de France, Saint-Denis, France                  | Pays-Bas                             | 4 - 0                                | Éliminatoires de l'Euro 2024                   | 3 - 0                                | 21e du pied droit                    | 67e                                  |
| 38.                                  | 24 mars 2023                         | Stade de France, Saint-Denis, France                  | Pays-Bas                             | 4 - 0                                | Éliminatoires de l'Euro 2024                   | 4 - 0                                | 88e du pied droit                    | 67e                                  |
| 39.                                  | 16 juin 2023                         | Stade de l'Algarve, Almancil, Portugal                | Gibraltar                            | 0 - 3                                | Éliminatoires de l'Euro 2024                   | 0 - 2                                | 45+3e du pied droit (pen)            | 69e                                  |
| 40.                                  | 19 juin 2023                         | Stade de France, Saint-Denis, France                  | Grèce                                | 1 - 0                                | Éliminatoires de l'Euro 2024                   | 1 - 0                                | 55e du pied droit (pen)              | 70e                                  |
| 41.                                  | 13 octobre 2023                      | Johan Cruyff Arena, Amsterdam, Pays-Bas               | Pays-Bas                             | 1 - 2                                | Éliminatoires de l'Euro 2024                   | 0 - 1                                | 7e du pied droit                     | 72e                                  |
| 42.                                  | 13 octobre 2023                      | Johan Cruyff Arena, Amsterdam, Pays-Bas               | Pays-Bas                             | 1 - 2                                | Éliminatoires de l'Euro 2024                   | 0 - 2                                | 53e du pied droit                    | 72e                                  |
| 43.                                  | 17 octobre 2023                      | Stade Pierre-Mauroy, Villeneuve-d'Ascq, France        | Écosse                               | 4 - 1                                | Match amical                                   | 3 - 1                                | 40e du pied droit (pen)              | 73e                                  |
| 44.                                  | 18 novembre 2023                     | Allianz Riviera, Nice, France                         | Gibraltar                            | 14 - 0                               | Éliminatoires de l'Euro 2024                   | 4 - 0                                | 30e du pied droit (pen)              | 74e                                  |
| 45.                                  | 18 novembre 2023                     | Allianz Riviera, Nice, France                         | Gibraltar                            | 14 - 0                               | Éliminatoires de l'Euro 2024                   | 10 - 0                               | 74e du pied droit                    | 74e                                  |
| 46.                                  | 18 novembre 2023                     | Allianz Riviera, Nice, France                         | Gibraltar                            | 14 - 0                               | Éliminatoires de l'Euro 2024                   | 12 - 0                               | 82e du pied droit                    | 74e                                  |
| 47.                                  | 5 juin 2024                          | Stade Saint-Symphorien, Longeville-lès-Metz, France   | Luxembourg                           | 3 - 0                                | Match amical                                   | 3 - 0                                | 85e du pied droit                    | 78e                                  |
| 48.                                  | 25 juin 2024                         | BVB Stadion Dortmund, Dortmund, Allemagne             | Pologne                              | 1 - 1                                | Euro 2024                                      | 1 - 0                                | 56e du pied droit (pen)              | 81e                                  |
| 49.                                  | 5 juin 2025                          | MHPArena, Stuttgart, Allemagne                        | Espagne                              | 5 - 4                                | Ligue des nations 2024-2025                    | 4 - 1                                | 59e du pied droit (pen)              | 89e                                  |
| 50.                                  | 8 juin 2025                          | MHPArena, Stuttgart, Allemagne                        | Allemagne                            | 0 - 2                                | Ligue des nations 2024-2025                    | 0 - 1                                | 45e du pied droit                    | 90e                                  |

## Palmarès
Kylian Mbappé a remporté 21 titres au total, 18 en club et 3 en sélection.

### En club
Avec son club formateur de l'AS Monaco, il est finaliste de la Coupe de la Ligue en 2017 et du Trophée des champions avant d'être sacré champion de France cette même année. Son premier titre dans le monde professionnel avant de rejoindre le Paris Saint-Germain. Avec le club de la capitale depuis la saison 2017-2018, il remporte à nouveau la Ligue 1 et ce à six reprises en 2018, 2019, 2020, 2022, 2023, et 2024 mais aussi la Coupe de France en 2018, 2020, 2021 et 2024, la Coupe de la Ligue en 2018 ainsi que le Trophée des champions en 2019, 2020 et 2023. 
Avec le Real Madrid, lors de sa première année, il remporte la Supercoupe de l'UEFA en 2024 dès son premier match puis quelques mois plus tard la Coupe intercontinentale de la FIFA.
| AS Monaco (2) | Paris Saint-Germain (14) | Real Madrid (2) |
| --- | --- | --- |
| - Championnat de France (1) : - Champion : 2017. - Coupe de la Ligue : - Finaliste : 2017. - Trophée des champions : - Finaliste : 2017. - Coupe Gambardella (1) : - Champion : 2016. | - Ligue des champions : - Finaliste : 2020. - Championnat de France (6) : - Champion : 2018, 2019, 2020, 2022, 2023 et 2024. - Vice-champion : 2021. - Coupe de France (4) : - Vainqueur : 2018, 2020, 2021 et 2024. - Finaliste : 2019. - Coupe de la Ligue (1) : - Vainqueur : 2018. - Trophée des champions (3) : - Vainqueur : 2019, 2020 et 2023. | - Supercoupe de l'UEFA (1) : - Vainqueur : 2024. - Coupe intercontinentale de la FIFA (1) : - Vainqueur : 2024. - Championnat d'Espagne : - Vice-champion : 2025 - Coupe d'Espagne : - Finaliste : 2025. - Supercoupe d'Espagne : - Finaliste : 2025. |

### En sélection nationale
Avec la sélection française des moins de 19 ans, Kylian Mbappé remporte le Championnat d'Europe des moins de 19 ans 2016. 
Deux ans plus tard, il gagne la Coupe du monde 2018 avec l'équipe de France A, au cours de laquelle il marque quatre buts (dont un doublé en huitième de finale face à l'Argentine et un but en finale contre la Croatie). Après un Euro 2020 décevant, il se montre décisif lors de la phase finale de Ligue des nations, que Les Bleus remportent. Il est ensuite l'un des acteurs majeurs de la Coupe du monde 2022, perdue à l'issue de la finale aux tirs au but face à l'Argentine, malgré un triplé durant le match, plus un tir au but converti, et un titre de meilleur buteur de la compétition (8 buts).
Au total avec l'équipe de France, il compte 90 sélections pour 50 buts et participe à deux Coupes du monde en 2018 et 2022 et deux Championnats d'Europe en 2020 et 2024.
| France -19 ans (1)                               | France (2) |
| ------------------------------------------------ | --- |
| - Championnat d'Europe (1) : - Vainqueur : 2016. | - Coupe du monde (1) : - Vainqueur : 2018. - Finaliste : 2022. - Ligue des nations (1) : - Vainqueur : 2021. - Troisième : 2025. |

## Records et distinctions individuelles

### Records
La liste ci-dessous regroupe l'ensemble des records individuels de Mbappé :

### Distinctions individuelles
La liste ci-dessous regroupe l'ensemble des distinctions individuelles de Mbappé par année civile :

### Classements au Ballon d'or
| Années | Places                                                                                        | Suffrages                                                                                     | Clubs                                                                                         | Vainqueurs                                                                                    |
| ------ | --------------------------------------------------------------------------------------------- | --------------------------------------------------------------------------------------------- | --------------------------------------------------------------------------------------------- | --------------------------------------------------------------------------------------------- |
| 2017   | 7e                                                                                            | 1,71 %                                                                                        | AS Monaco / Paris Saint-Germain                                                               | Cristiano Ronaldo (33,76 %)                                                                   |
| 2018   | 4e                                                                                            | 12,04 %                                                                                       | Paris Saint-Germain                                                                           | Luka Modrić (26,14 %)                                                                         |
| 2019   | 6e                                                                                            | 3,16 %                                                                                        | Paris Saint-Germain                                                                           | Lionel Messi (24,36 %)                                                                        |
| 2020   | Non attribué faute de conditions équitables suffisantes en raison de la pandémie de Covid-19. | Non attribué faute de conditions équitables suffisantes en raison de la pandémie de Covid-19. | Non attribué faute de conditions équitables suffisantes en raison de la pandémie de Covid-19. | Non attribué faute de conditions équitables suffisantes en raison de la pandémie de Covid-19. |
| 2021   | 9e                                                                                            | 2,13 %                                                                                        | Paris Saint-Germain                                                                           | Lionel Messi (22,54 %)                                                                        |
| 2022   | 6e                                                                                            | 5,71 %                                                                                        | Paris Saint-Germain                                                                           | Karim Benzema (36,90 %)                                                                       |
| 2023   | 3e                                                                                            | 18,34 %                                                                                       | Paris Saint-Germain                                                                           | Lionel Messi (31,39 %)                                                                        |
| 2024   | 6e                                                                                            | 6,33 %                                                                                        | Paris Saint-Germain / Real Madrid                                                             | Rodri (17,64 %)                                                                               |

### Classements au prix du Meilleur footballeur de l'année FIFA
| Années | Places | Suffrages       | Clubs                             | Vainqueurs                     |
| ------ | ------ | --------------- | --------------------------------- | ------------------------------ |
| 2018   | 4e     | 10,52 %         | Paris Saint-Germain               | Luka Modrić (29,05 %)          |
| 2019   | 6e     | 17 pts / 7,33 % | Paris Saint-Germain               | Lionel Messi (46 pts / 19,8 %) |
| 2020   | 7e     | 19 pts          | Paris Saint-Germain               | Robert Lewandowski (52 pts)    |
| 2021   | 8e     | 16 pts          | Paris Saint-Germain               | Robert Lewandowski (48 pts)    |
| 2022   | 2e     | 44 pts          | Paris Saint-Germain               | Lionel Messi (52 pts)          |
| 2023   | 3e     | 35 pts          | Paris Saint-Germain               | Lionel Messi (48 pts)          |
| 2024   | 9e     | 14 pts          | Paris Saint-Germain / Real Madrid | Vinícius Júnior (48 pts)       |

### Classements au prix du Joueur de l'année de l'UEFA
| Années | Places | Clubs               | Vainqueurs         |
| ------ | ------ | ------------------- | ------------------ |
| 2017   | 8e     | AS Monaco           | Cristiano Ronaldo  |
| 2018   | 6e     | Paris Saint-Germain | Luka Modrić        |
| 2020   | 7e     | Paris Saint-Germain | Robert Lewandowski |
| 2021   | 7e     | Paris Saint-Germain | Jorginho           |
| 2022   | 8e     | Paris Saint-Germain | Karim Benzema      |
| 2023   | 6e     | Paris Saint-Germain | Erling Haaland     |

## Décoration
- Chevalier de la Légion d'honneur. Par décret du président de la République en date du 31 décembre 2018, tous les membres de l'équipe de France championne du monde 2018 sont nommés au grade de chevalier de la Légion d'honneur[432].

## Documentaires télévisés
- Kylian Mbappé, hors normes, diffusé sur L'Équipe le 6 novembre 2017[433] ;
- Kylian Mbappé : les secrets d'un surdoué, diffusé sur M6 le 20 novembre 2018[434] ;
- Kylian Mbappé, hors normes II, diffusé sur L'Équipe le 26 novembre 2018[435] ;
- Mbappé : l'autre but de sa vie, émission Envoyé spécial d'Élise Lucet sur France 2, diffusée le 18 janvier 2023[436] ;
- Kylian Mbappé, hors normes III, diffusé sur L'Équipe le 12 février 2024[437].

## Ouvrages
- Cyril Collot et Luca Caioli, Mbappé : le petit prince, Vanves, éditions Marabout, 25 avril 2018, 176 p. (ISBN 978-2-501-13050-9).
- Tom Oldfield et Matt Oldfield (trad. de l'anglais par Félix Huet), Mbappé : Les Superstars du foot, Paris, éditions Albin Michel, 6 février 2019, 208 p. (ISBN 978-2-226-43998-7).
- Martin Leprince, Kylian Mbappé, rendez-vous avec l'éternité : biographie, Paris, éditions Mareuil, 28 mars 2019, 250 p. (ISBN 978-2-37254-113-8).
- Arnaud Hermant, Mbappé, le phénomène, Paris, éditions de l'Archipel, 9 mai 2019, 192 p. (ISBN 978-2-8098-2648-7).
- France Football, Kylian Mbappé : "Personne ne peut vous interdire de rêver", Paris/Boulogne-Billancourt, éditions Solar, 16 mai 2019, 125 p. (ISBN 978-2-263-16134-6).
- Kylian Mbappé et Faro (ill. Faro), Je m'appelle Kylian, KM Éditions, 11 novembre 2021, 220 p. (ISBN 978-2957862405).